# Schefflera
Die Schefflera oder Strahlenaralien (Schefflera) sind eine Pflanzengattung in der Familie der Araliengewächse (Araliaceae). Die pantropische Gattung Schefflera weist Schwerpunkte der Artenvielfalt in Asien und im tropischen Australien auf. Ihre Benennung durch Johann Reinhold Forster und Georg Forster erfolgte zu Ehren des Arztes und Botanikers Johann Peter Ernst von Scheffler.

## Beschreibung

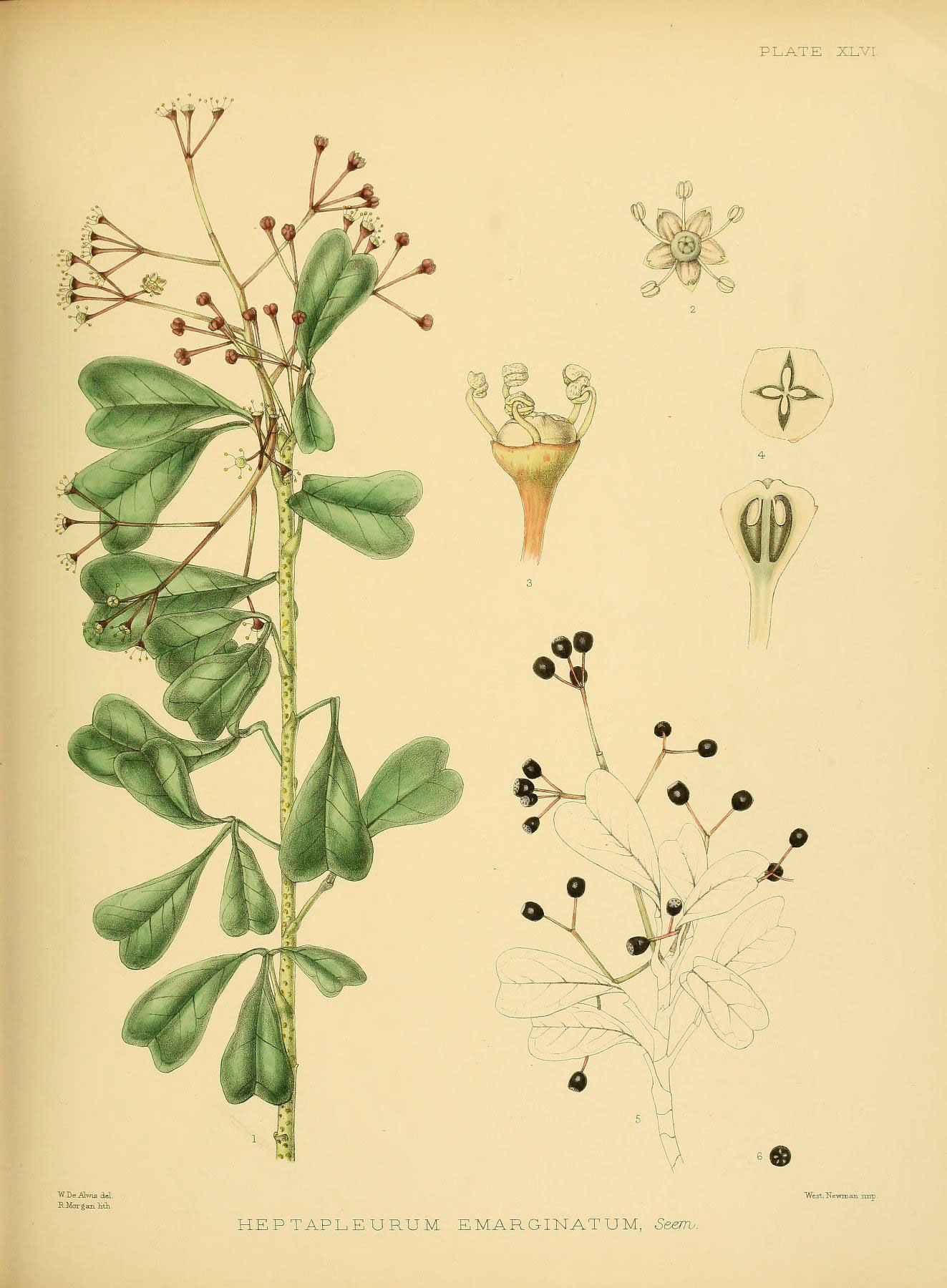
Illustration aus A hand-book to the flora of Ceylon, Tafel XLVI von Schefflera emarginata

### Vegetative Merkmale
Alle Schefflera-Arten sind verholzende Pflanzen, die meist als Bäume oder große Sträucher wachsen, manche Arten sind Lianen und wenige Arten sind Epiphyten. Die wechselständig angeordneten Laubblätter sind in Blattstiel und Blattspreite gegliedert. Die Blattspreite ist handförmig zusammengesetzt. Die Blättchen sind ganzrandig oder gesägt. Die Nebenblätter sind mit dem Blattstiel verwachsen.

### Generative Merkmale
Die traubigen, ährigen oder doldigen Blütenstände enthalten viele Blüten. Die kleinen Hochblätter sind behaart. Die zwittrigen Blüten sind radiärsymmetrisch und fünf- bis elfzählig mit doppelter Blütenhülle. Die meist fünf Kelchblätter haben meist einen glatten Rand. Es sind fünf bis elf Kronblätter, die manchmal eine abfallende Kalyptra (Haube) bilden, und ebenso viele Staubblätter vorhanden. Auf dem Diskus kann man oft Nektar erkennen. Selten vier, meist fünf bis elf Fruchtblätter sind zu einem Fruchtknoten verwachsen. Die Griffel sind frei oder teilweise bis ganz zu einer Röhre verwachsen oder sie fehlen.
Es werden rundliche bis eiförmige Steinfrüchte gebildet, sie enthalten selten vier, meist fünf bis elf Samen.

## Systematik

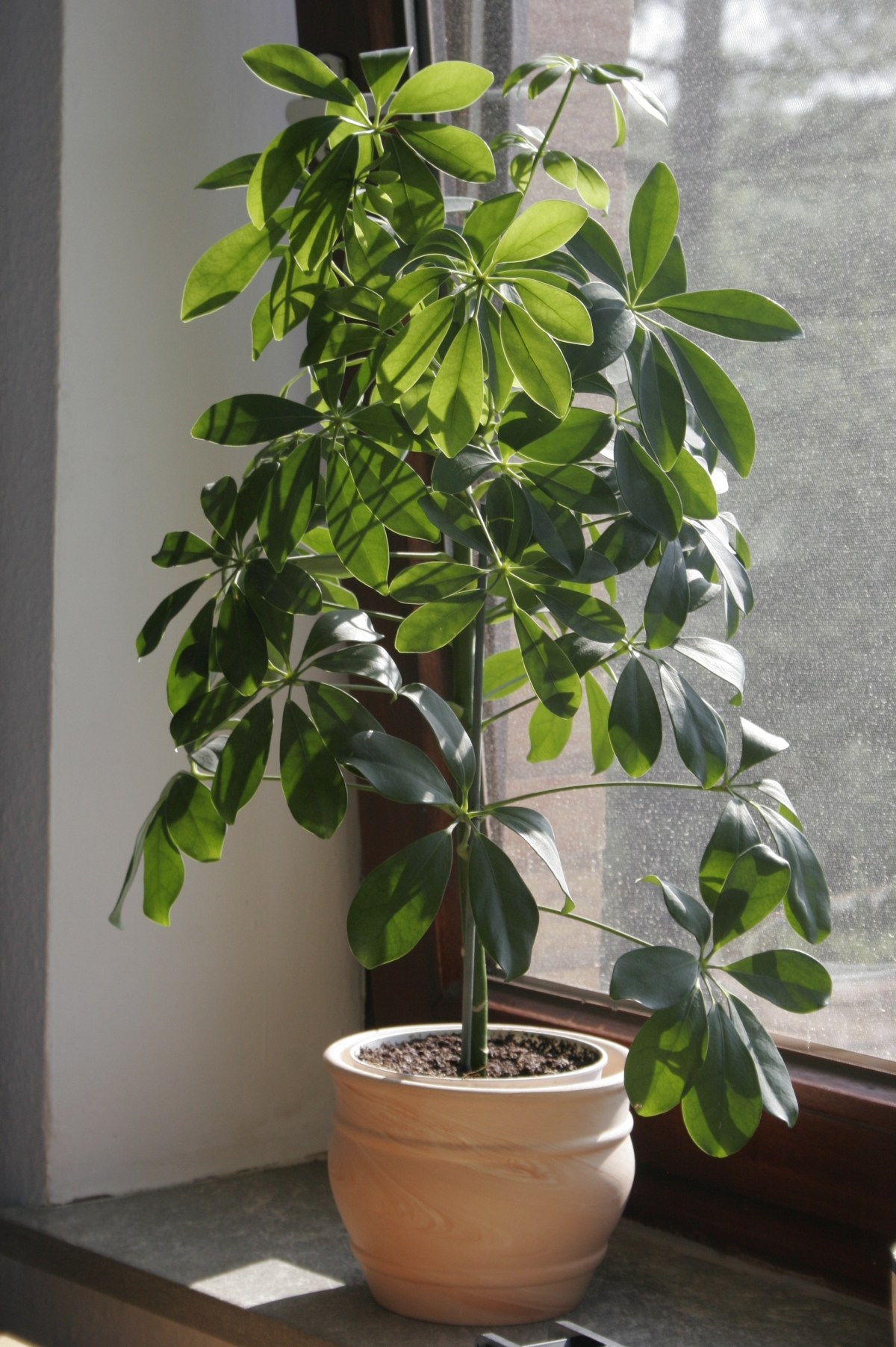
Junge Strahlenaralie der Art Schefflera actinophylla als Zimmerpflanze

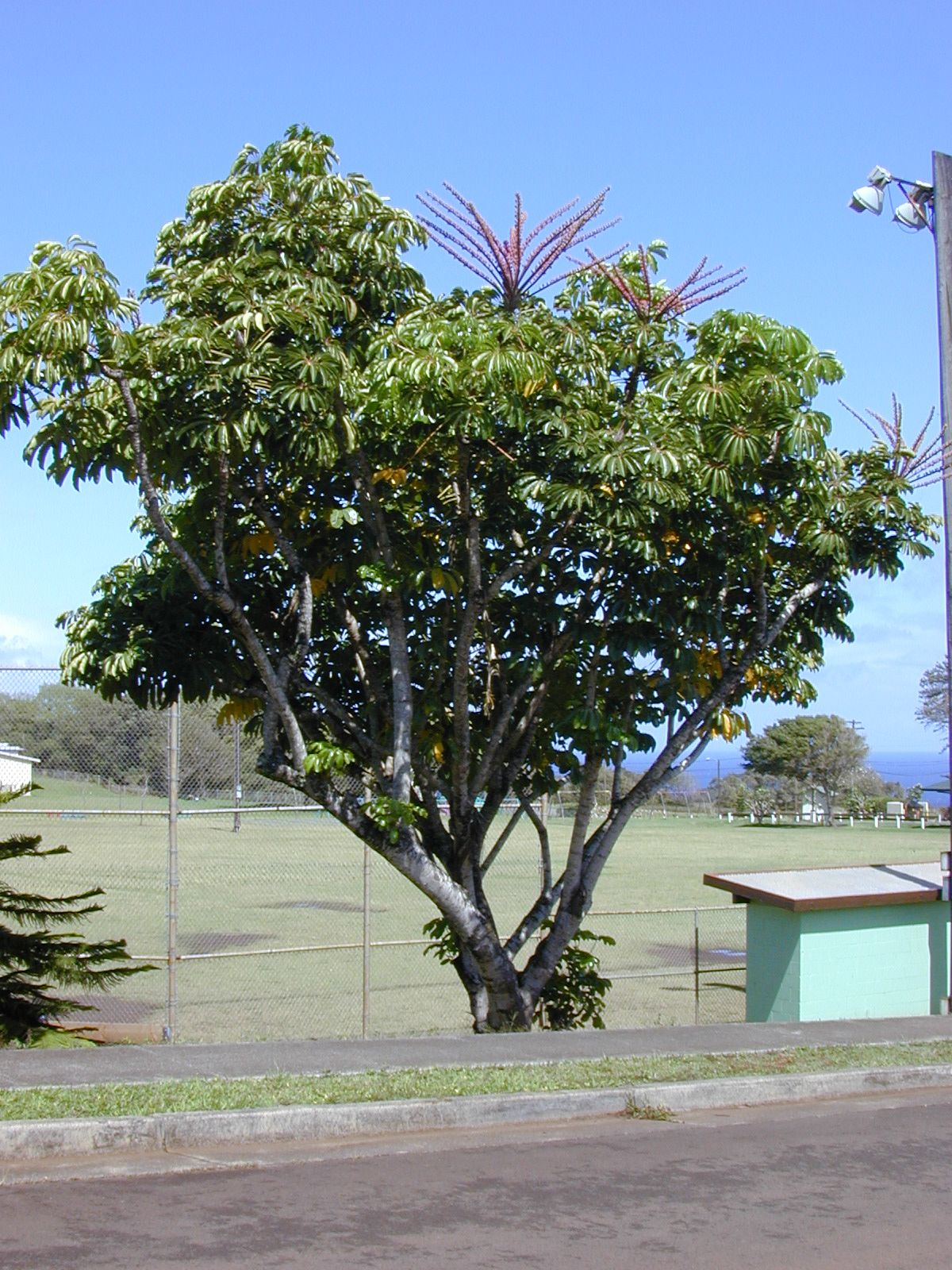
Adulte Strahlenaralie der Art Schefflera actinophylla als Zierpflanze

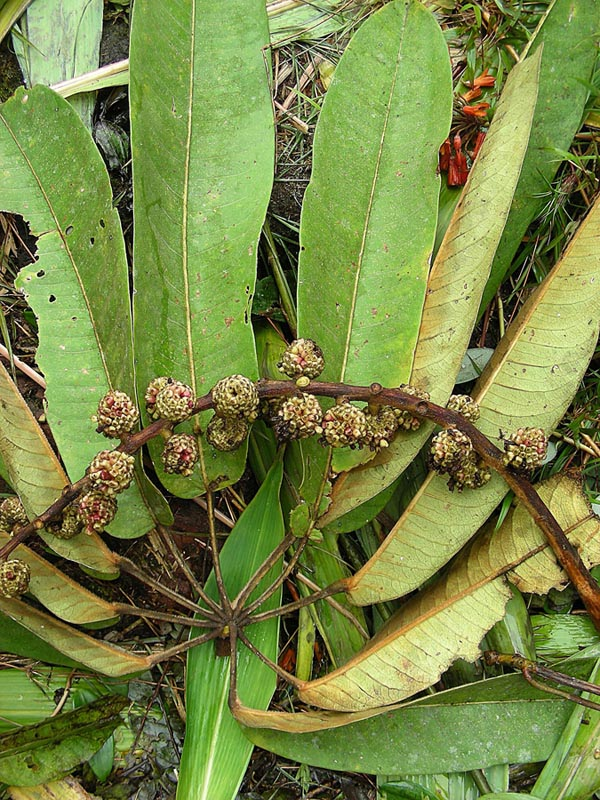
Ausschnitt eines Laubblattes und eines Blütenstandes von Schefflera angulata

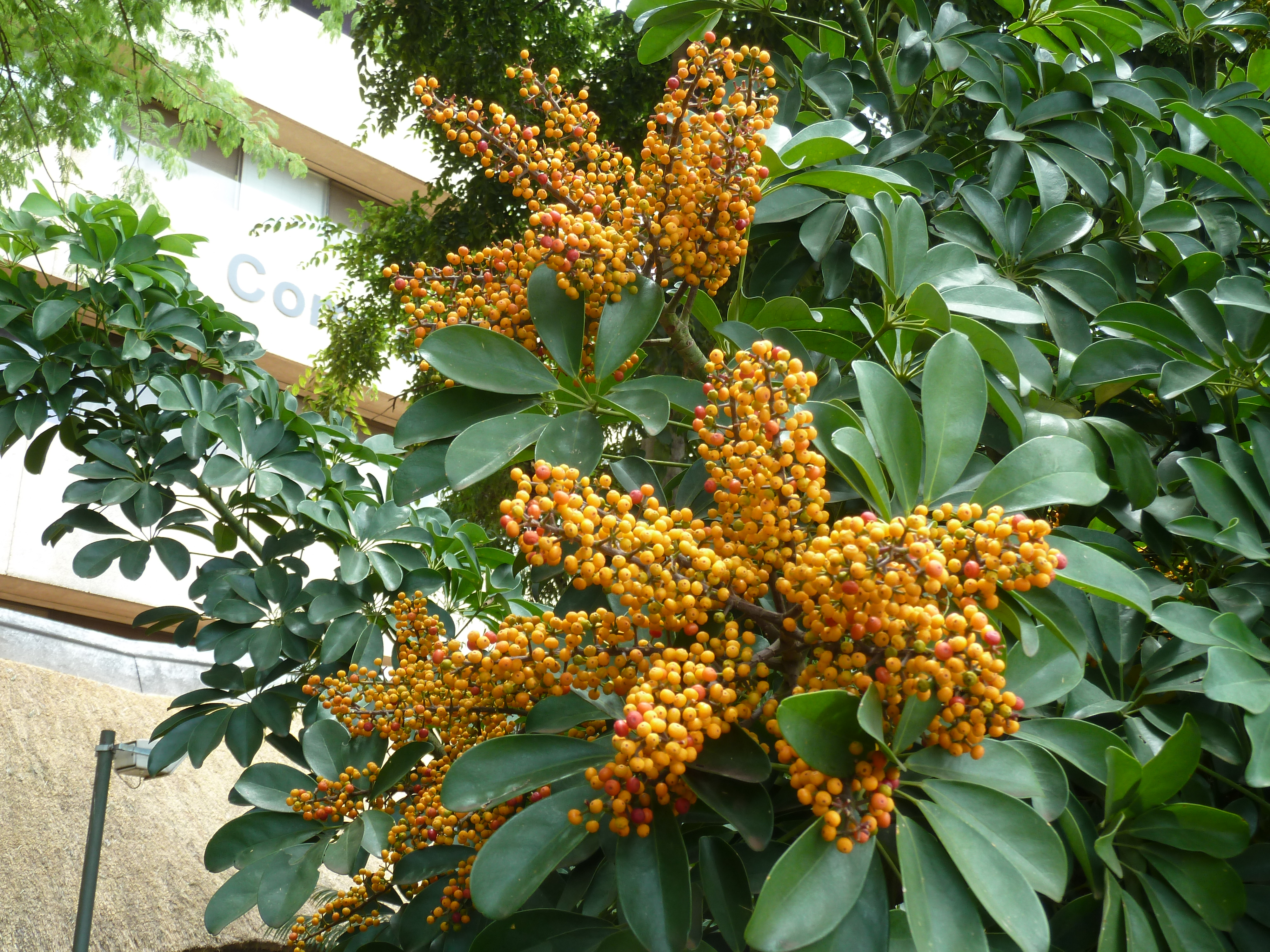
Fruchtstände einer adulten Schefflera arboricola mit reifen Früchten

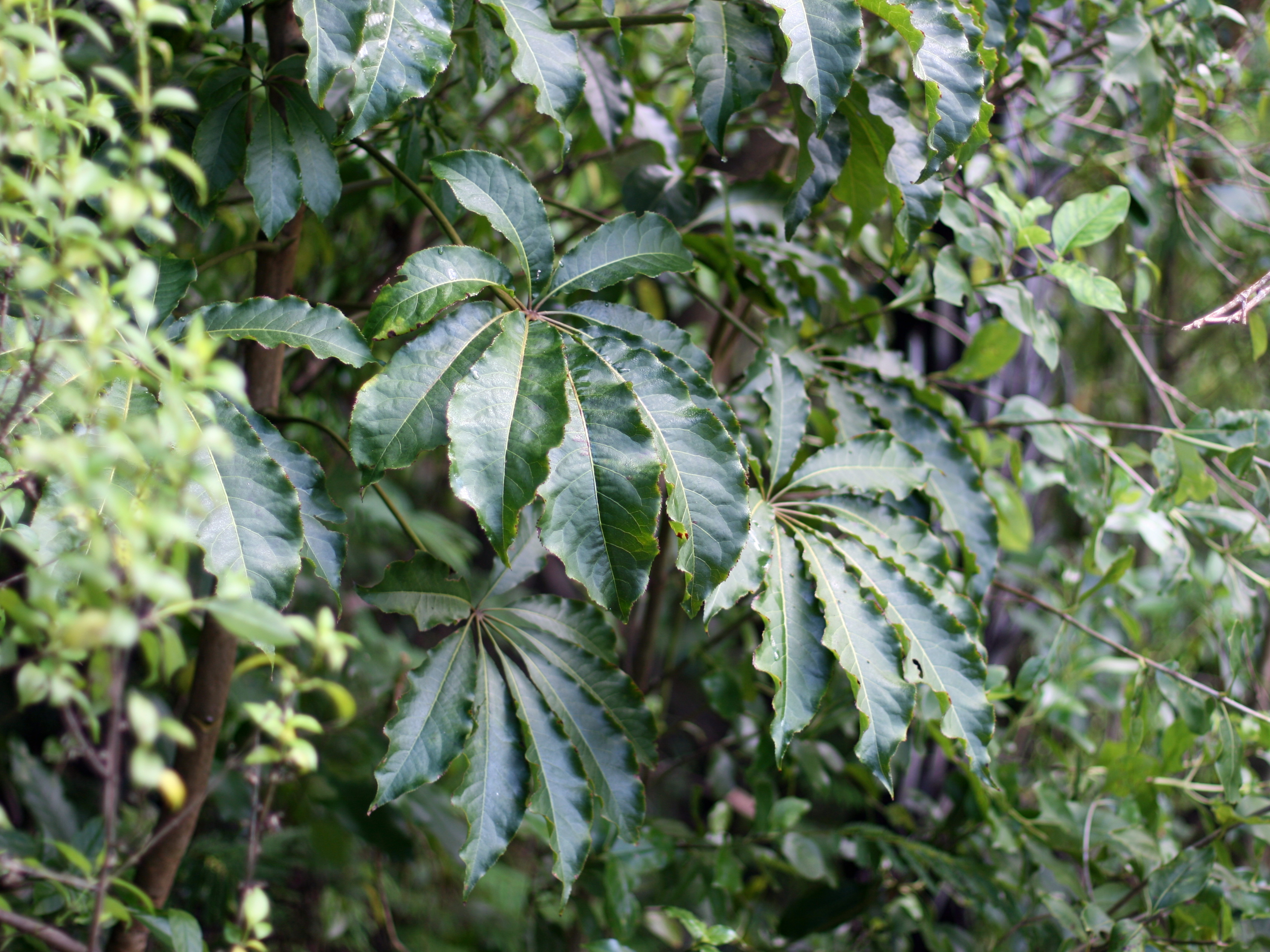
Handförmig geteilte Laubblätter von Schefflera digitata

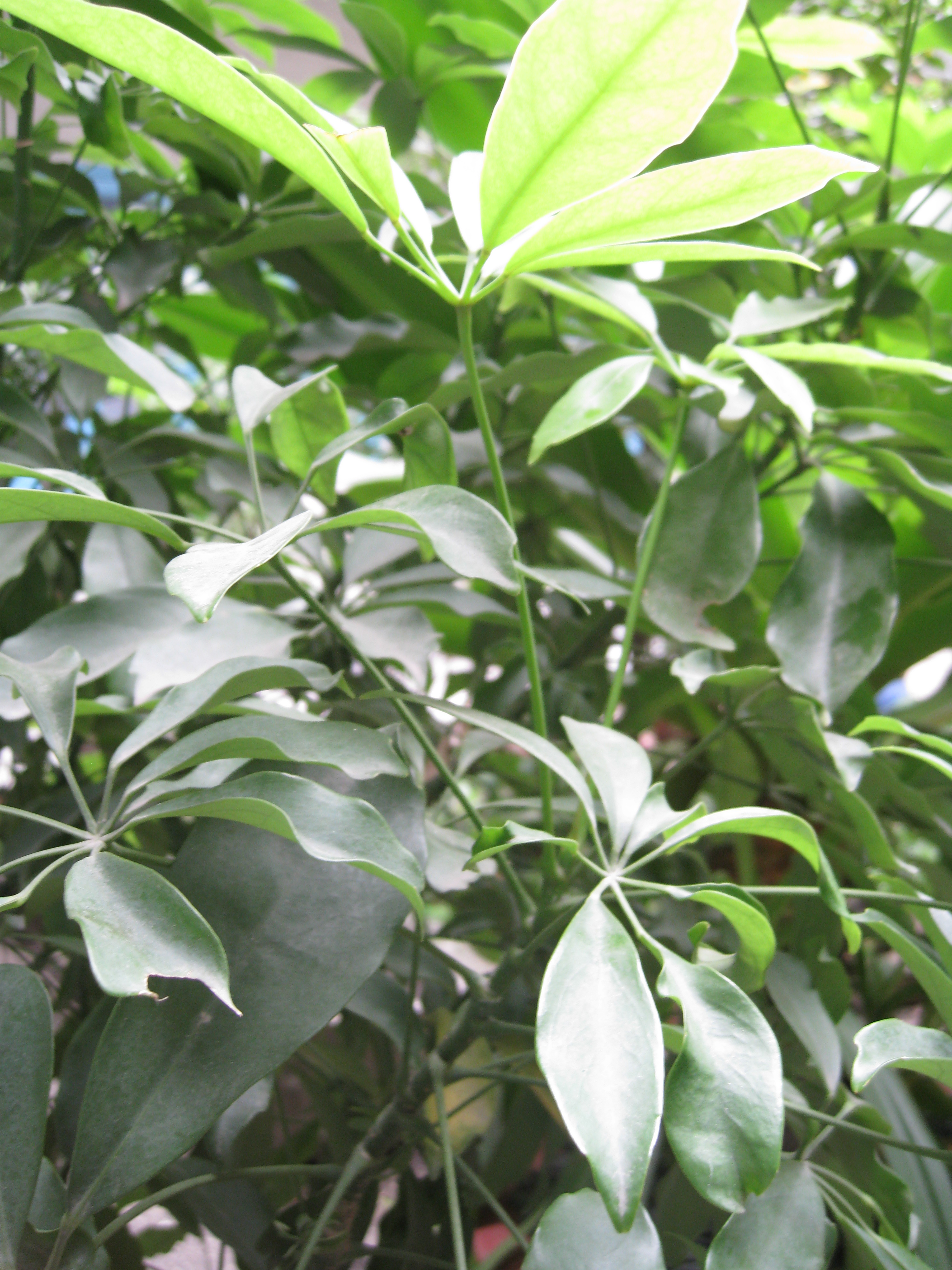
Gestielte handförmig geteilte Laubblätter von Schefflera heptaphylla

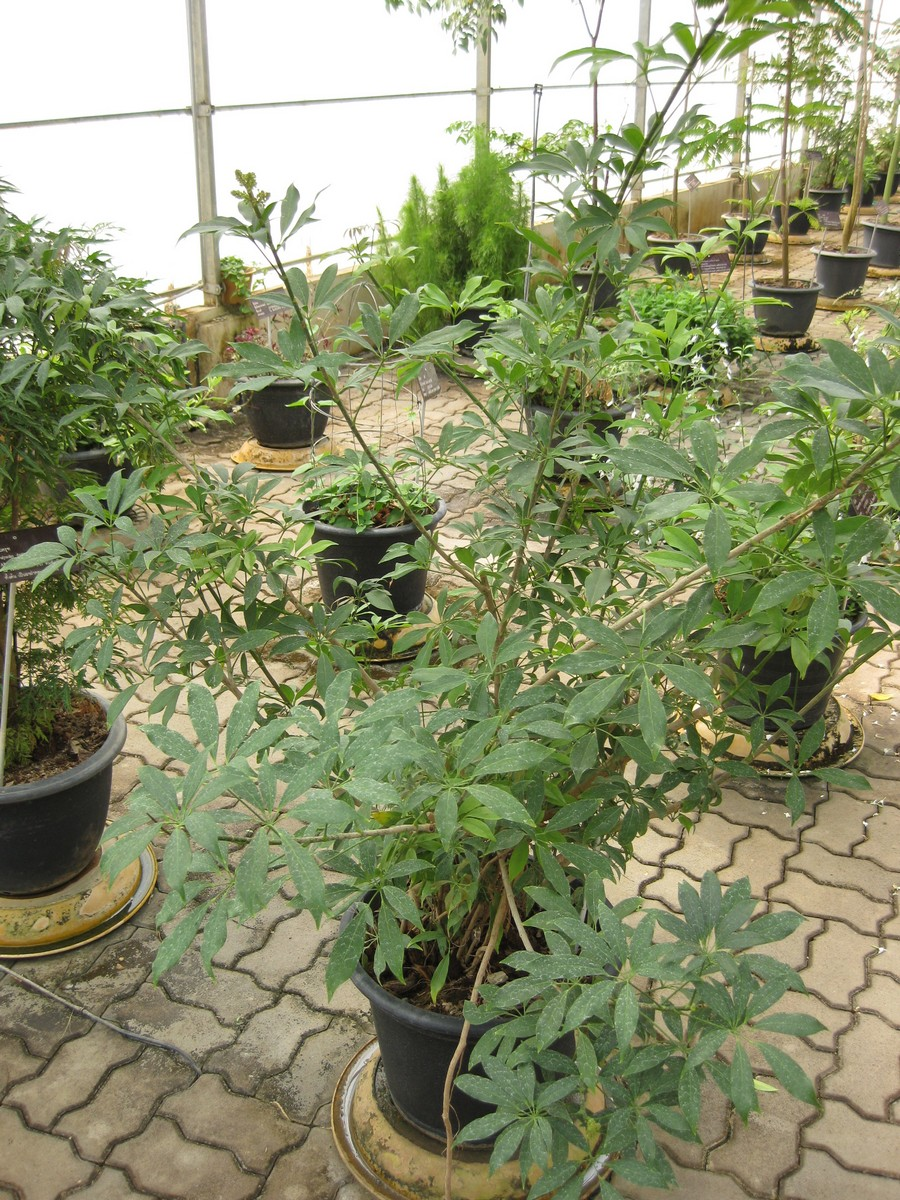
Habitus und gestielte handförmig geteilte Laubblätter von Schefflera leucantha

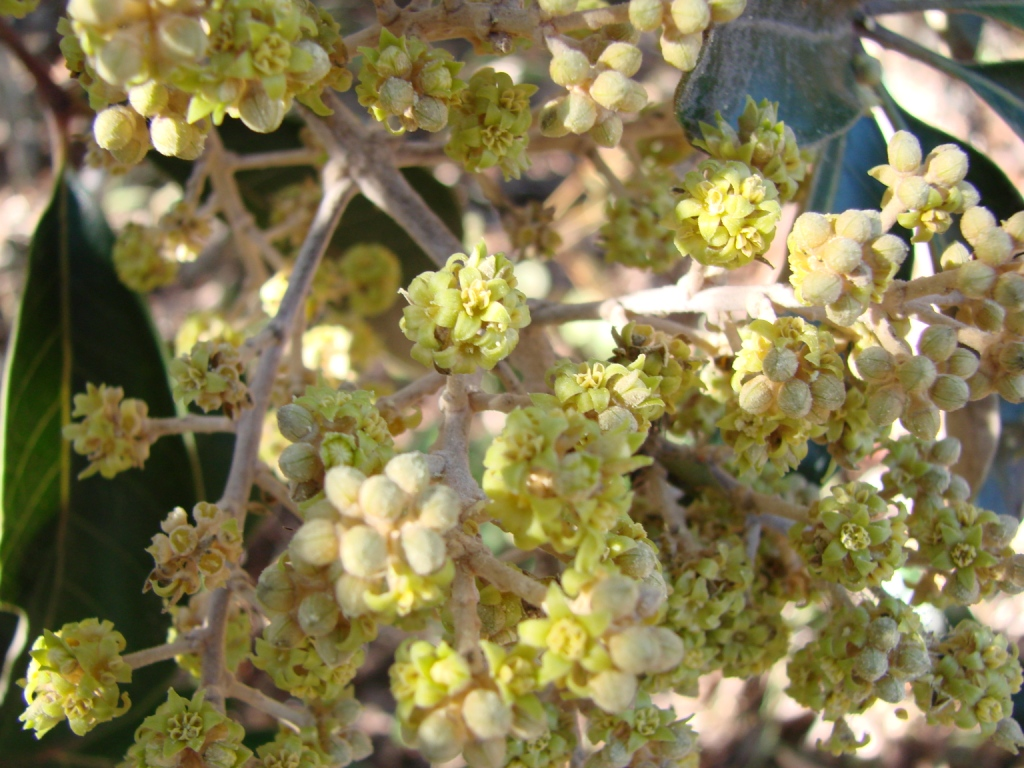
Ausschnitt eines Blütenstandes von Schefflera macrocarpa mit Blüten im Detail

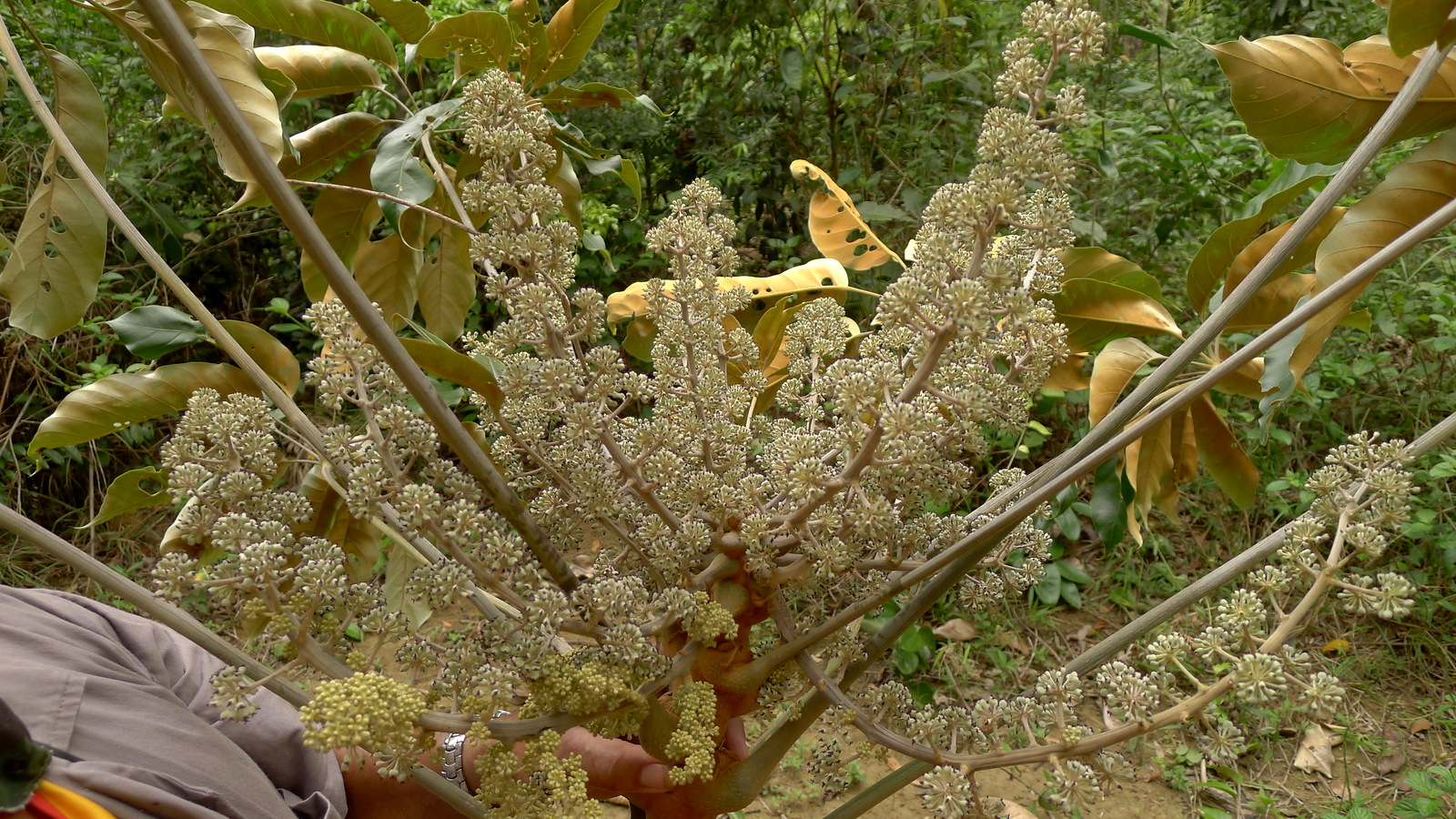
Sprossspitze von Schefflera morototoni mit Blütenstand

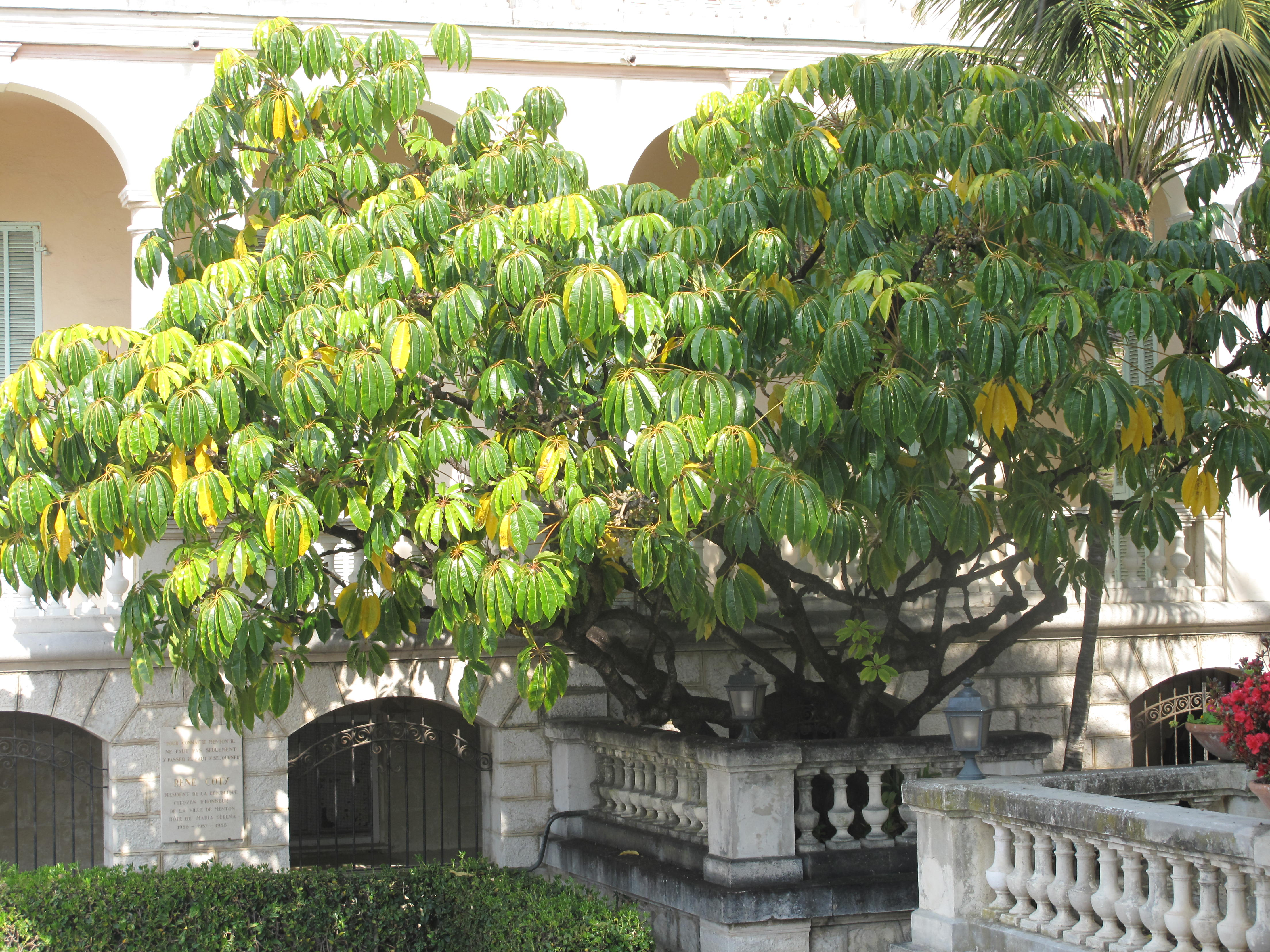
Habitus und gestielte handförmig geteilte Laubblätter von Schefflera pueckleri

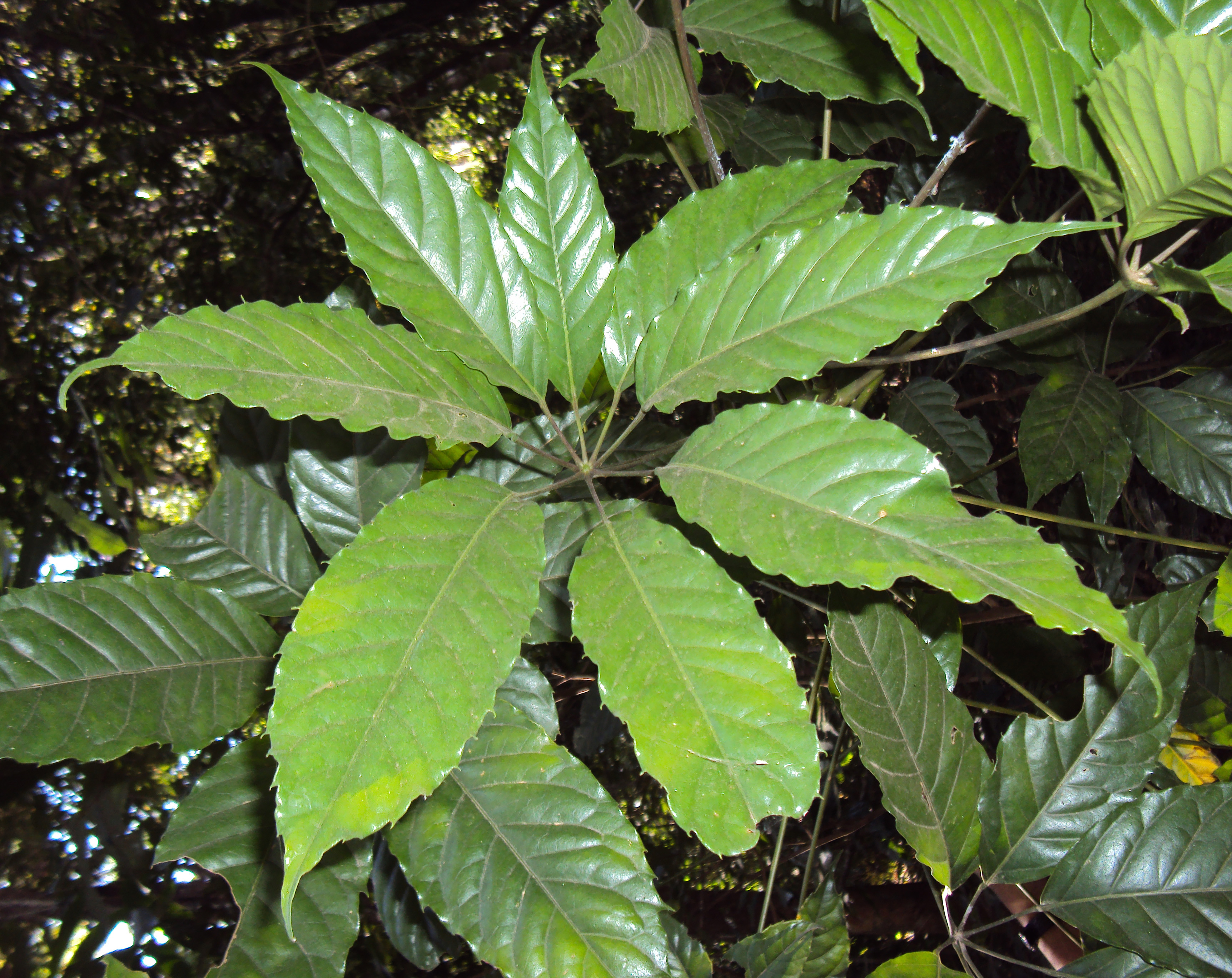
Handförmig zusammengesetztes Laubblatt von Schefflera racemosa

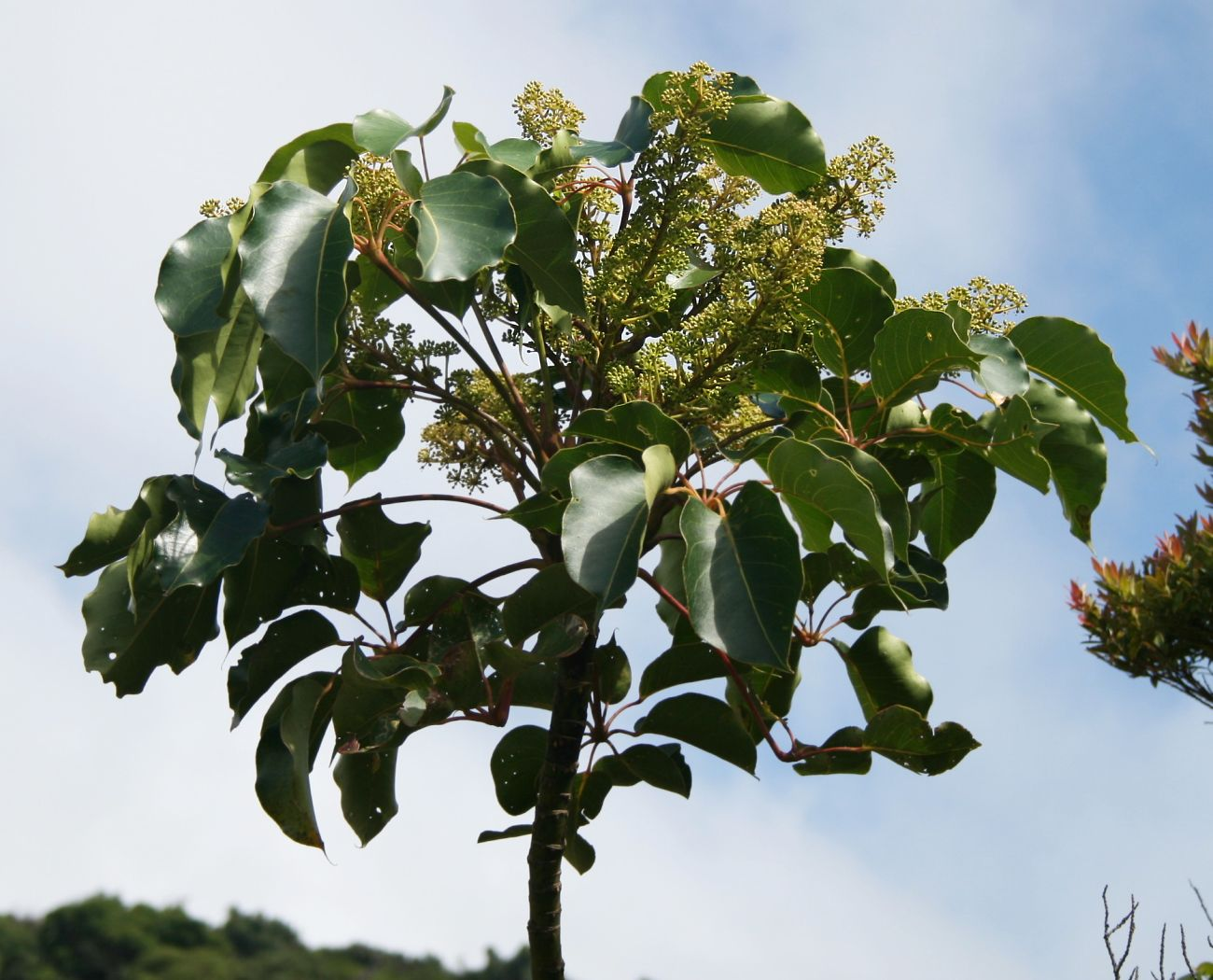
Oberer Bereich von Schefflera rodriguesiana mit gestielten Laubblättern und Blütenständen

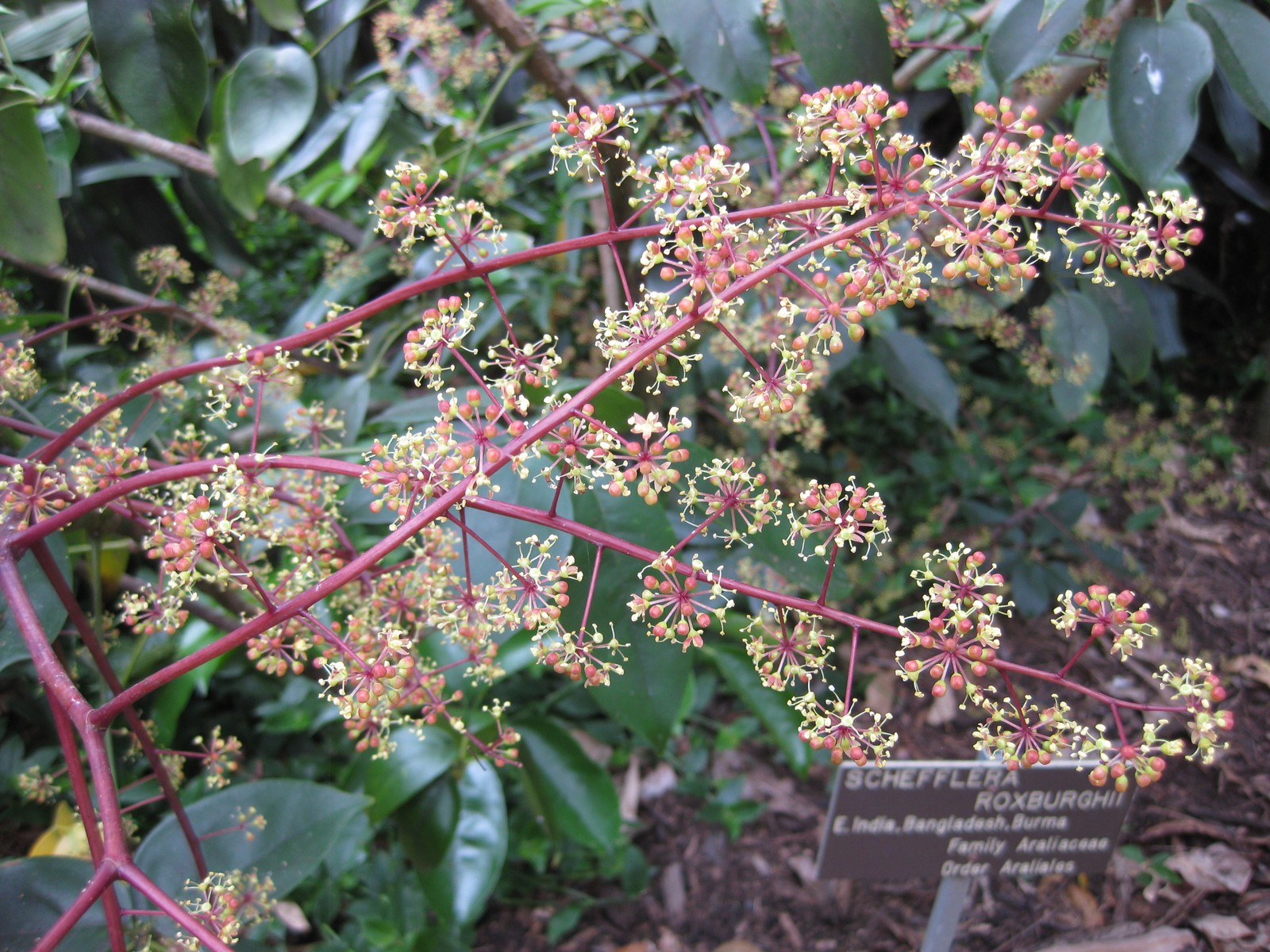
Ausschnitt eines Blütenstandes von Schefflera roxburghii

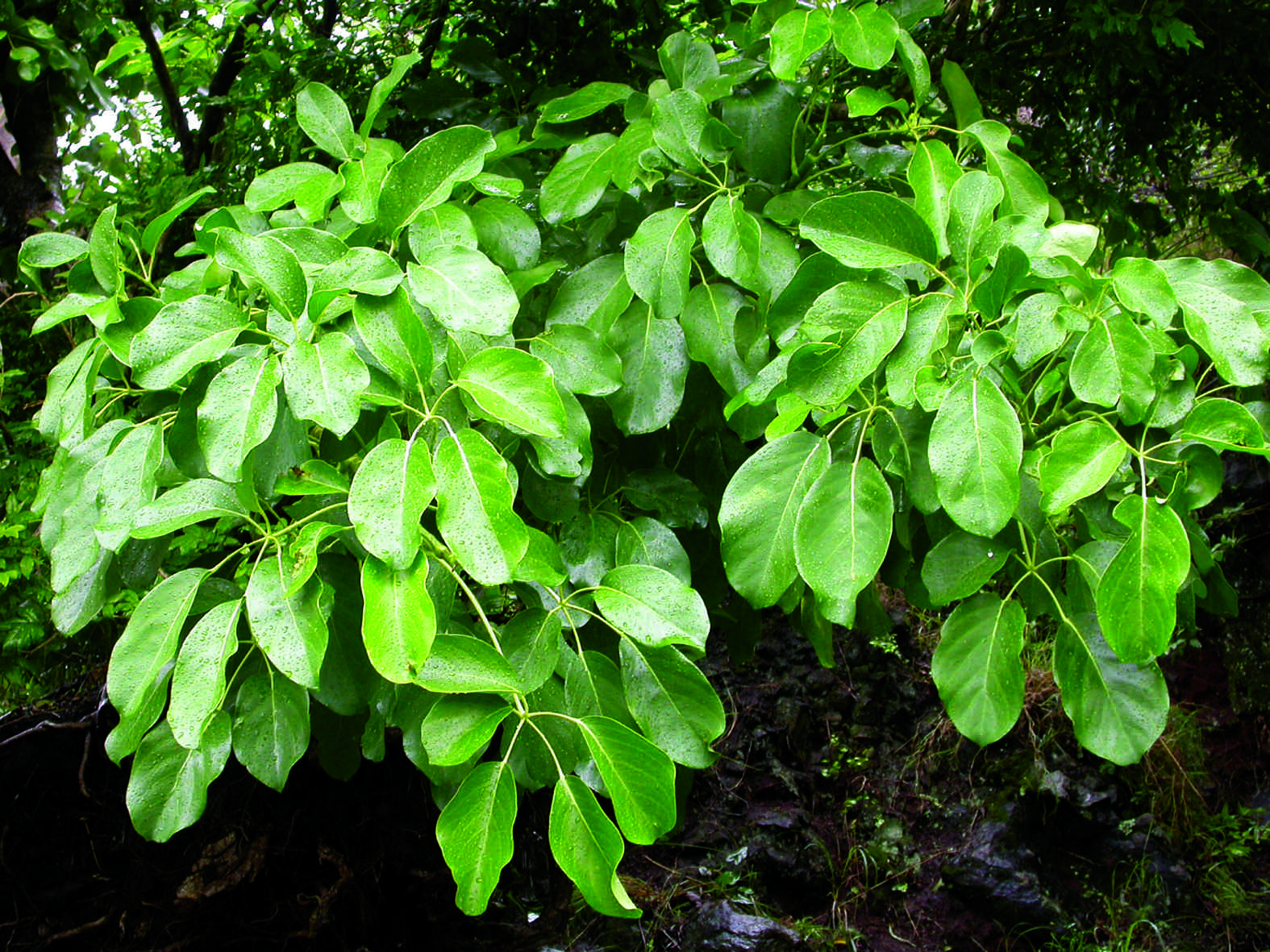
Laubblätter von Schefflera stellata

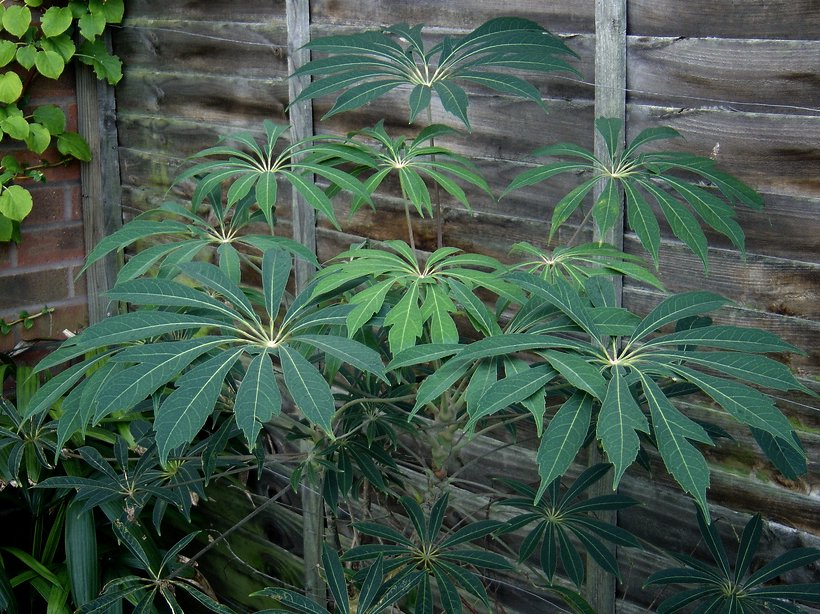
Gestielte Laubblätter von Schefflera taiwaniana

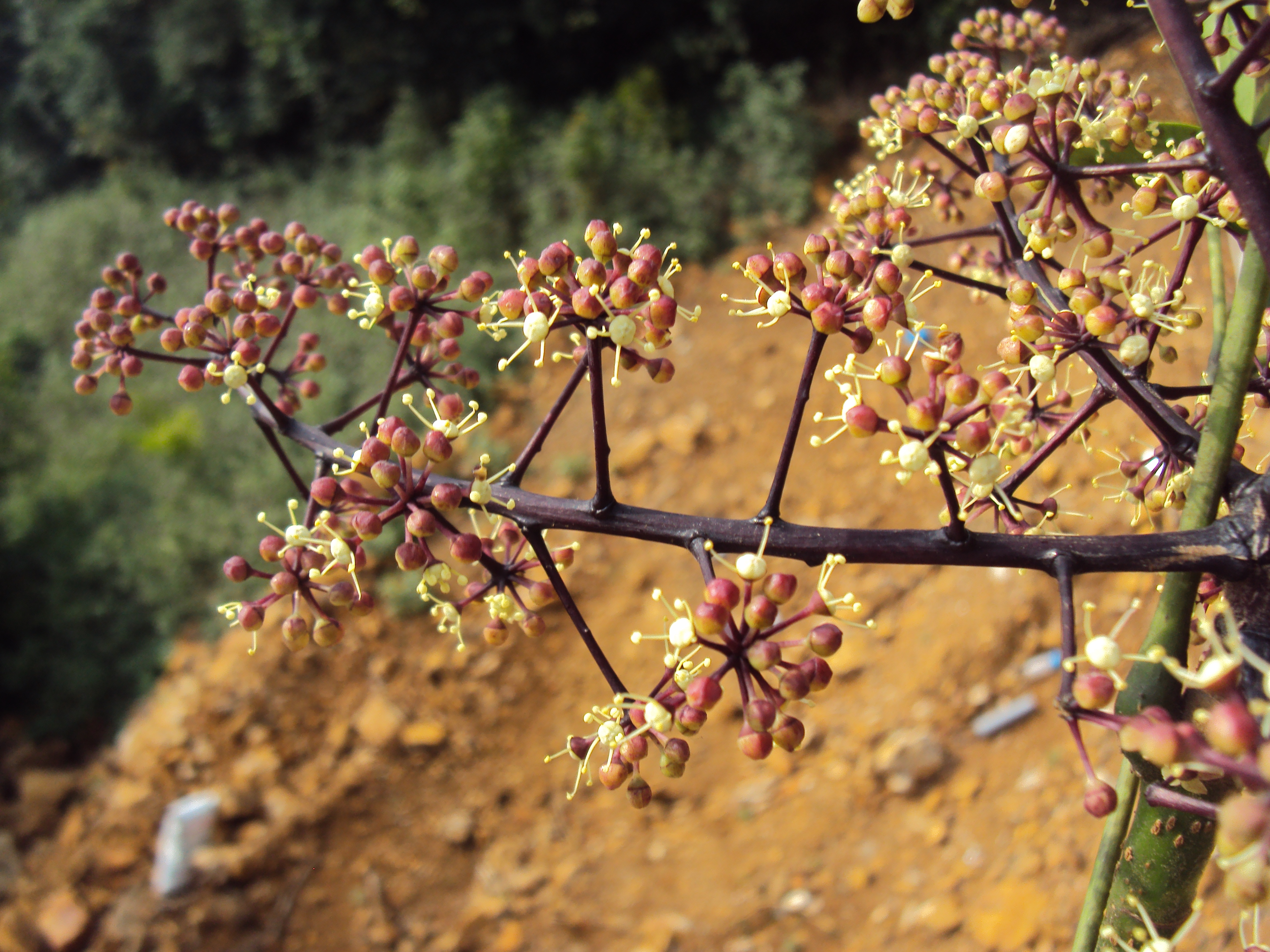
Ausschnitt eines zusammengesetzten Blütenstandes von Schefflera venulosa mit Blüten im Detail

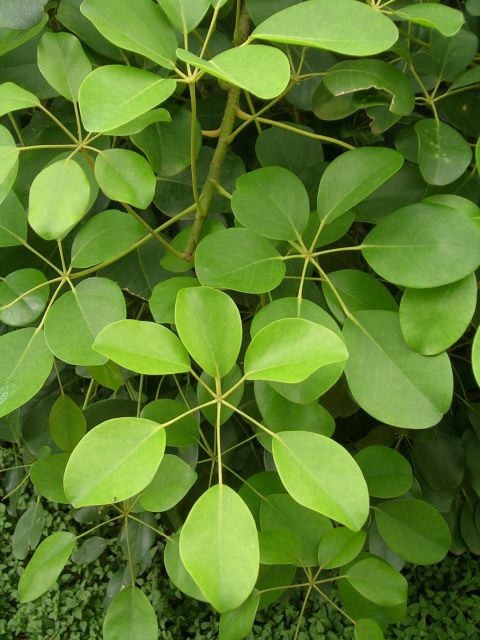
Laubblätter von Schefflera wallichiana

Die Gattung Schefflera wurde am 29. November 1775 durch Johann Reinhold Forster und Georg Forster in Characteres Generum Plantarum, (1. Auflage), S. 23 aufgestellt. Typusart ist Schefflera digitata J.R.Forst. & G.Forst. Für Schefflera J.R.Forst. & G.Forst. nom. cons. s. l. gibt es eine große Anzahl von Synonymen: Actinomorphe (Miq.) Miq., Actinophyllum Ruiz & Pav., Agalma Miq., Bakeria Seem., Brassaia Endl., Cephaloschefflera (Harms) Merr., Cotylanthes Calest., Crepinella Marchal, Didymopanax Decne. & Planch., Enochoria Baker f., Gynapteina Spach, Heptapleurum Gaertn., Heptoneurum Hassk., Neocussonia Hutch., Nesopanax Seem., Octotheca R.Vig., Parapanax Miq., Paratropia (Blume) DC., Scheffleropsis Ridl., Sciadophyllum P.Browne, Tupidanthus Hook. f. & Thomson, Unjala Blume. Der Umfang der Gattung wird kontrovers diskutiert, dabei gehen die einen Autoren davon aus, dass alle Arten dieser Verwandtschaftsgruppe in eine artenreiche Gattung Schefflera s. l. gestellt werden und andere Autoren gliedern in viele teilweise artenarme Gattungen auf.
Die Gattung Schefflera s. l. ist polyphyletisch (über 500 bis 1100 Arten), deshalb wurden die meisten Arten in einige Gattungen ausgegliedert. Die Gattung Schefflera s. str. ist wohl nur monophyletisch, wenn nur acht Arten verbleiben.
Es gibt je nach Autor 8 bis 500 Schefflera-Arten:
- Schefflera acaropunctata Frodin: Sie kommt in Venezuela vor.[2]
- Großblättrige Schefflera, Regenschirmbaum oder Queensland-Strahlenaralie (Schefflera actinophylla (Endl.) Harms): Sie kommt vom südlichen Neuguinea bis ins nördliche Australien vor.[2]
- Schefflera acuminata (Pav.) Harms: Sie kommt in Peru vor.[2]
- Schefflera acuminatissima Merr.: Sie kommt auf den Philippinen vor.[2]
- Schefflera acutissima (Miq.) Harms: Sie kommt auf Sumatra und Borneo vor.[2]
- Schefflera agamae Merr.: Sie kommt auf den Philippinen vor.[2]
- Schefflera agasthiyamalayana Manickam, Murugan, Sundaresan & Jothi: Sie kommt im südlichen Indien vor.[2]
- Schefflera albidobracteata Elmer: Sie kommt auf den Philippinen vor.[2]
- Schefflera albocapitata M.J.Cannon & Cannon: Sie kommt in Costa Rica und Panama vor.[2]
- Schefflera allocotantha (Harms) Frodin: Die Heimat ist Bolivien.[2]
- Schefflera alongensis R.Vig.: Die Heimat ist Vietnam.[2]
- Schefflera alpina Grushv. & Skvortsova: Die Heimat ist Vietnam.[2]
- Schefflera altigena Frodin: Die Heimat ist das westliche Neuguinea.[2]
- Schefflera alvarezii Merr.: Sie kommt nur in Mindanao vor.[2]
- Schefflera amungwiwae Frodin: Sie kommt nur in Papua-Neuguinea vor.[2]
- Schefflera angiensis Gibbs: Sie kommt nur im westlichen Neuguinea vor.[2]
- Schefflera angilogensis Merr.: Dieser Endemit kommt nur auf Luzon vor.[2]
- Schefflera angulata (Pav.) Harms: Sie kommt in Ecuador und Peru vor.[2]
- Schefflera angustifolia Merr.: Sie kommt auf den Philippinen vor.[2]
- Schefflera angustifoliolata C.N.Ho: Sie kommt in der chinesische Provinz Guangdong vor.[2]
- Schefflera angustissima (Marchal) Frodin: Sie kommt in Brasilien vor.[2]
- Schefflera apiculata (Miq.) R.Vig.: Sie kommt nur auf den Molukken vor.[2]
- Schefflera aquaverensis M.J.Cannon & Cannon: Sie kommt nur in Panama vor.[2]
- Schefflera arboricola (Hayata) Merr.: Sie kommt in Hainan und Taiwan vor.[4][2]
- Schefflera archboldiana Philipson: Sie kommt nur im westlichen Neuguinea vor.[2]
- Schefflera archeri Harms: Sie kommt in Panama und Kolumbien vor.[2]
- Schefflera arfakensis Gibbs: Sie kommt nur im westlichen Neuguinea vor.[2]
- Schefflera argophylla Frodin: Sie kommt in Venezuela vor.[2]
- Schefflera aromatica (Blume) Harms: Sie kommt in Sumatra und Java vor.[2]
- Schefflera asymmetrica Frodin: Sie kommt in Venezuela und in Brasilien vor.[2]
- Schefflera atrifoliata R.H.Miao: Sie kommt in der chinesischen Provinz Guizhou vor.[2]
- Schefflera attenuata (Sw.) Frodin: Sie kommt nur auf den Kleinen Antillen vor.[2]
- Schefflera aurata Fiaschi: Die Heimat ist Brasilien.[2]
- Schefflera auyantepuiensis (Steyerm.) Maguire, Steyerm. & Frodin: Sie kommt in Venezuela vor.[2]
- Schefflera avenis (Miq.) Harms: Sie kommt in zwei Varietäten im westlichen Malesien vor.[2]
- Schefflera awa Ram.-Padilla: Die Heimat ist Kolumbien.[2]
- Schefflera ayangannensis Maguire, Steyerm. & Frodin: Sie kommt in Guayana vor.[2]
- Schefflera baculosa Frodin: Sie kommt in Venezuela vor.[2]
- Schefflera balansana Baill.: Sie kommt in Neukaledonien vor.[2]
- Schefflera banahaensis Merr.: Dieser Endemit kommt nur auf Luzon vor.[2]
- Schefflera bangii Harms: Sie kommt in Bolivien vor.[2]
- Schefflera barbata Philipson: Die Heimat ist das südöstliche Papua-Neuguinea.[2]
- Schefflera beamanii Puad, T.J.Barkman & Frodin: Sie wurde 2018 aus Sabah erstbeschrieben.[2]
- Schefflera beccariana Harms: Dieser Endemit kommt nur in Sarawak vor.[2]
- Schefflera bejucosa Cuatrec.: Sie kommt in Kolumbien vor.[2]
- Schefflera benguetensis Merr.: Sie kommt auf den Philippinen vor.[2]
- Schefflera bifida M.J.Cannon & Cannon: Dieser Endemit kommt nur in Panama vor.[2]
- Schefflera binuangensis C.B.Rob.: Dieser Endemit kommt nur auf Luzon vor.[2]
- Schefflera bipalmatifolia Merr.: Sie kommt in Borneo vor.[2]
- Schefflera blancoi Merr.: Sie kommt auf den Philippinen vor.[2]
- Schefflera blepharidophylla Harms: Sie kommt in Panama, Kolumbien und Ecuador vor.[2]
- Schefflera bodinieri (H.Lév.) Rehder: Sie kommt im südlichen China vor.[2][4]
- Schefflera bogotensis Cuatrec.: Sie kommt in Kolumbien vor.[2]
- Schefflera bonita Cuatrec.: Die Heimat ist Kolumbien.[2]
- Schefflera bordenii Merr.: Sie kommt auf den Philippinen vor.[2]
- Schefflera boridiana Harms: Sie kommt nur in Papua-Neuguinea vor.[2]
- Schefflera borneensis Merr.: Sie kommt in Borneo vor.[2]
- Schefflera botumirimensis Fiaschi & Pirani: Sie kommt im brasilianischen Bundesstaat Minas Gerais vor.[2]
- Schefflera bougainvilleana Harms: Sie kommt vom Bismarck-Archipel bis zu den Salomonen vor.[2]
- Schefflera bourdillonii Gamble: Sie kommt im südlichen Indien vor.[2]
- Schefflera brachypoda Frodin: Sie kommt in Venezuela vor.[2]
- Schefflera bractescens Ridl.: Sie kommt von Neuguinea bis Queensland vor.[2]
- Schefflera brassaiella Ridl.: Die Heimat ist Neuguinea.[2]
- Schefflera brassii Harms: Dieser Endemit kommt nur in Papua-Neuguinea.[2]
- Schefflera brenesii A.C.Sm.: Die Heimat ist Costa Rica und Panama.[2]
- Schefflera brevipedicellata Harms: Sie kommt von Yunnan bis ins nördliche Vietnam vor.[2][4]
- Schefflera brevipes Merr.: Dieser Endemit kommt nur im nördlichen Luzon vor.[2]
- Schefflera buchtienii Harms: Die Heimat ist Bolivien.[2]
- Schefflera bukidnonensis Merr.: Dieser Endemit kommt nur in Mindanao vor.[2]
- Schefflera burchellii (Seem.) Frodin & Fiaschi: Sie kommt im zentralen Brasilien vor.[2]
- Schefflera burkillii Merr.: Sie kommt in Borneo vor.[2]
- Schefflera buxifolioides C.B.Shang: Sie kommt in Vietnam vor.[2]
- Schefflera caduca M.J.Cannon & Cannon: Dieser Endemit kommt nur in Panama vor.[2]
- Schefflera cajambrensis Cuatrec.: Sie kommt in Kolumbien vor.[2]
- Schefflera calva (Cham.) Frodin & Fiaschi: Sie kommt in Brasilien, Paraguay und Argentinien vor.[2]
- Schefflera calycina Cuatrec.: Sie kommt in Kolumbien vor.[2]
- Schefflera calyptricuspidata Cuatrec.: Sie kommt in Kolumbien vor.[2]
- Schefflera cambodiana Yahara & Tagane: Sie wurde 2015 aus Kambodscha erstbeschrieben.[2]
- Schefflera canaensis C.B.Shang: Die Heimat ist Vietnam.[2]
- Schefflera candelabrum Baill.: Die Heimat ist Neukaledonien.[2]
- Schefflera capitata (Wight & Arn.) Harms: Die Heimat ist das südliche Indien.[2]
- Schefflera capitulifera Merr.: Dieser Endemit kommt nur in Sumatra.[2]
- Schefflera capitulispicata Cuatrec.: Sie kommt in Kolumbien und in Ecuador vor.[2]
- Schefflera capixaba Fiaschi: Sie kommt im brasilianischen Bundesstaat Espirito Santo vor.[2]
- Schefflera carolii Harms: Sie kommt nur in Papua-Neuguinea vor.[2]
- Schefflera carrii Harms: Sie kommt nur in Papua-Neuguinea vor.[2]
- Schefflera cartagoensis M.J.Cannon & Cannon: Die Heimat ist Costa Rica.[2]
- Schefflera catanduanensis Merr.: Sie kommt auf den Philippinen vor.[2]
- Schefflera catensis Elmer: Dieser Endemit kommt nur in Mindanao vor.[2]
- Schefflera caudata (Vidal) Merr. & Rolfe: Sie kommt auf den Philippinen vor.[2]
- Schefflera caudatifolia Merr.: Dieser Endemit kommt nur auf Luzon vor.[2]
- Schefflera cavaleriei (H.Lév.) Frodin: Sie kommt im zentralen China vor.[2]
- Schefflera cephalantha (Harms) Frodin: Sie kommt im brasilianischen Bundesstaat Mato Grosso vor.[2]
- Schefflera cephalotes (C.B.Clarke) Harms: Sie kommt in Malaysia, Sumatra und Borneo vor.[2]
- Schefflera chaetorrhachis Harms: Die Heimat ist Neuguinea.[2]
- Schefflera chandrasekharanii Ramam. & Rajan: Sie kommt nur im indischen Bundesstaat Kerala vor.[2]
- Schefflera chanii T.J.Barkman, Puad & Frodin: Sie wurde 2018 aus Sabah erstbeschrieben.[2]
- Schefflera chapana Harms: Sie kommt von Yunnan bis ins nördliche Vietnam vor.[2][4]
- Schefflera chartacea Merr.: Dieser Endemit kommt nur auf Luzon vor.[2]
- Schefflera chevalieri C.B.Shang: Die Heimat ist Vietnam.[2]
- Schefflera chimantensis (Steyerm. & Maguire) Maguire, Steyerm. & Frodin: Sie kommt in drei Unterarten und einer Varietät im südlichen Venezuela und im südlichen Guayana vor.[2]
- Schefflera chinensis (Dunn) H.L.Li: Sie kommt in Yunnan vor.[2][4]
- Schefflera chococola Frodin: Die Heimat ist Kolumbien und Ecuador.[2]
- Schefflera cicatricata M.J.Cannon & Cannon: Dieser Endemit kommt nur in Panama.[2]
- Schefflera ciliata Cuatrec.: Die Heimat ist Kolumbien.[2]
- Schefflera ciliatifolia Fiaschi & Frodin: Sie kommt in Brasilien vor.[2]
- Schefflera cinnamomea Merr.: Dieser Endemit kommt nur in Mindanao vor.[2]
- Schefflera clarkeana Craib: Sie kommt in Myanmar und in Thailand vor.[2]
- Schefflera clausa Frodin: Sie kommt in Venezuela vor.[2]
- Schefflera clavigera Frodin: Sie kommt in Venezuela vor.[2]
- Schefflera clementis Merr.: Sie kommt auf den Philippinen vor.[2]
- Schefflera clusietorum Frodin: Sie kommt in Venezuela vor.[2]
- Schefflera coclensis M.J.Cannon & Cannon: Dieser Endemit kommt nur in Panama.[2]
- Schefflera coenosa (R.Vig.) Frodin: Dieser Endemit kommt nur im südöstlichen Neukaledonien vor.[2]
- Schefflera concolor Frodin: Sie kommt in Venezuela und in Brasilien vor.[2]
- Schefflera confusa (Marchal) Harms (Syn.: Schefflera megacarpa A.H.Gentry): Sie kommt im südöstlichen Kolumbien, im nordöstlichen Peru und im nördlichen Brasilien vor.[2]
- Schefflera contracta Frodin: Sie kommt in Venezuela vor.[2]
- Schefflera cordata (Taub.) Frodin & Fiaschi: Sie kommt im brasilianischen Bundesstaat Minas Gerais vor.[2]
- Schefflera coriacea (Marchal ex Thurn) Harms: Sie kommt in Guayana und im südlichen Venezuela vor.[2]
- Schefflera corymbiformis Bui: Sie kommt in Vietnam vor.[2]
- Schefflera cracens Frodin: Sie kommt in Venezuela vor.[2]
- Schefflera crassibracteata C.B.Shang: Sie kommt in Vietnam vor.[2]
- Schefflera crassifolia Merr.: Dieser Endemit kommt nur auf Luzon vor.[2]
- Schefflera crassilimba Frodin: Sie kommt in Venezuela vor.[2]
- Schefflera crassissima Merr.: Dieser Endemit kommt nur auf Luzon vor.[2]
- Schefflera crenata Puad & Frodin: Sie wurde 2018 aus Sabah erstbeschrieben.[2]
- Schefflera cuatrecasasiana Steyerm.: Sie kommt in Kolumbien und in Venezuela vor.[2]
- Schefflera cumingii (Seem.) Harms: Sie kommt auf den Philippinen vor.[2]
- Schefflera cuneata Craib: Sie kommt in Thailand vor.[2]
- Schefflera curranii Merr.: Dieser Endemit kommt nur auf der Philippineninsel Palawan vor.[2]
- Schefflera decagyna Cuatrec.: Die Heimat ist Kolumbien.[2]
- Schefflera decaphylla (Seem.) Harms: Sie kommt vom nördlichen Südamerika bis ins nördliche und westliche Brasilien vor.[2]
- Schefflera delavayi (Franch.) Harms: Sie kommt vom südlichen China bis ins nordwestliche Vietnam vor.[2][4]
- Schefflera demesae Merr.: Dieser Endemit kommt nur auf Mindanao vor.[2]
- Schefflera dentata Frodin: Die Heimat ist Papua-Neuguinea.[2]
- Schefflera dichotoma Fiaschi & Frodin: Sie kommt in Venezuela und im nördlichen Brasilien vor.[2]
- Schefflera dielsii Harms: Die Heimat ist Ecuador und Peru.[2]
- Schefflera digitata J.R.Forst. & G.Forst.: Sie kommt in Neuseeland vor.[2]
- Schefflera diguana Cuatrec.: Die Heimat ist Kolumbien.[2]
- Schefflera digyna Cuatrec.: Die Heimat ist Kolumbien.[2]
- Schefflera diplodactyla Harms: Sie kommt vom südlichen Kolumbien bis Peru vor.[2]
- Schefflera disparifolia Frodin: Die Heimat ist Venezuela.[2]
- Schefflera dissidens Frodin: Die Heimat ist Venezuela und Guayana.[2]
- Schefflera distractiflora (Harms) Frodin: Sie kommt von Bolivien bis ins westliche Brasilien vor.[2]
- Schefflera divaricata (Blume) Koord.: Die Heimat ist Sumatra und Java.[2]
- Schefflera dolichostyla Harms: Die Heimat ist Ecuador und Peru.[2]
- Schefflera dongnaiensis Bui: Sie kommt in zwei Varietäten in Vietnam vor.[2]
- Schefflera duidae Steyerm.: Sie kommt vom südlichen Venezuela bis ins nördliche Brasilien vor.[2]
- Schefflera dumicola W.W.Sm.: Sie kommt im südlich-zentralen China vor.[2]
- Schefflera elachistocephala Harms: Die Heimat ist Kolumbien und Ecuador.[2]
- Schefflera elata (Buch.-Ham.) Harms: Sie kommt vom Himalaja bis Yunnan vor.[2][4]
- Schefflera elliptica (Blume) Harms: Sie kommt von Indochina bis ins nördliche Queensland und auf Taiwan vor.[2][4]
- Schefflera elliptifoliola Merr.: Sie kommt auf den Philippinen vor.[2]
- Schefflera emarginata (Moon) Harms: Sie kommt nur auf Sri Lanka vor.[2]
- Schefflera enneaphylla Bui: Sie kommt in Vietnam vor.[2]
- Schefflera epiphytica A.C.Sm.: Sie kommt von Costa Rica bis Ecuador vor.[2]
- Schefflera eriocephala Harms: Die Heimat ist Papua-Neuguinea.[2]
- Schefflera eucaudata Merr.: Sie kommt auf den Philippinen vor.[2]
- Schefflera euryphylla Harms: Die Heimat ist Peru.[2]
- Schefflera euthytricha A.C.Sm.: Die Heimat sind die Fidschi-Inseln.[2]
- Schefflera exaltata (Thwaites) Frodin: Die Heimat ist Sri Lanka.[2]
- Schefflera eximia Frodin: Sie kommt vom südöstlichen Kolumbien bis ins nördliche Brasilien vor.[2]
- Schefflera fantsipanensis Bui: Die Heimat ist Vietnam.[2]
- Schefflera fastigiata (Miq.) R.Vig.: Die Heimat ist Java.[2]
- Schefflera fengii C.J.Tseng & G.Hoo: Sie kommt im zentralen und südöstlichen Yunnan vor.[2][4]
- Schefflera feriarum Frodin: Die Heimat sind die Philippinen.[2]
- Schefflera ferruginea (Willd. ex Schult.) Harms: Sie kommt in Kolumbien und Ecuador vor.[2]
- Schefflera filipes Merr.: Sie kommt in Borneo vor.[2]
- Schefflera fimbriata (F.Muell.) Harms: Die Heimat ist Neuguinea.[2]
- Schefflera foetida Merr.: Sie kommt auf den Philippinen und im nördlichen Borneo vor.[2]
- Schefflera forbesii Ridl.: Die Heimat ist Papua-Neuguinea.[2]
- Schefflera foxworthyi Merr.: Die Heimat sind die Philippinen.[2]
- Schefflera fragrans Cuatrec.: Die Heimat ist Kolumbien.[2]
- Schefflera fruticosa Fiaschi & Pirani: Sie kommt im brasilianischen Bundesstaat Minas Gerais vor.[2]
- Schefflera gardneri (Seem.) Frodin & Fiaschi: Sie kommt im brasilianischen Bundesstaat Minas Gerais vor.[2]
- Schefflera gigantifolia Merr.: Sie kommt auf den Philippinen vor.[2]
- Schefflera gjellerupii Harms: Sie kommt im westlichen Neuguinea vor.[2]
- Schefflera glabra Merr.: Sie kommt auf Luzon vor.[2]
- Schefflera glabrata (Kunth) Frodin: Sie kommt von Trinidad bis ins nördliche Venezuela vor.[2]
- Schefflera glabrescens (C.J.Tseng & G.Hoo) Frodin: Sie kommt von Tibet bis ins nördliche Myanmar vor.[2][4]
- Schefflera glauca (Seem.) Harms: Sie kommt von Assam bis ins nördliche Myanmar vor.[2]
- Schefflera glaziovii (Taub.) Frodin & Fiaschi: Sie kommt im brasilianischen Bundesstaat Minas Gerais vor.[2]
- Schefflera gleasonii (Britton & P.Wilson) Alain: Sie kommt in Puerto Rico vor.[2]
- Schefflera globosa Merr.: Sie kommt auf den Philippinen vor.[2]
- Schefflera globulifera Grushv. & Skvortsova: Die Heimat ist Vietnam.[2]
- Schefflera gracilipes Merr.: Sie kommt auf Mindanao vor.[2]
- Schefflera gracilis (Miq.) R.Vig.: Die Heimat ist Borneo.[2]
- Schefflera gracillima Steyerm. & Maguire: Die Heimat ist Venezuela.[2]
- Schefflera grandigemma Fiaschi: Die Heimat ist Brasilien.[2]
- Schefflera guanayensis Maguire, Steyerm. & Frodin: Die Heimat ist Venezuela.[2]
- Schefflera guizhouensis C.B.Shang: Die Heimat ist die chinesische Provinz Guizhou.[2][4]
- Schefflera hainanensis Merr. & Chun: Die Heimat ist Hainan.[2][4]
- Schefflera halconensis Merr.: Die Heimat ist die Philippinen-Insel Mindoro.[2]
- Schefflera harmsii J.F.Macbr.: Sie kommt von Ecuador bis Peru vor.[2]
- Schefflera havilandii Merr.: Die Heimat ist Borneo.[2]
- Schefflera hellwigiana Harms: Sie kommt im westlichen Neuguinea vor.[2]
- Schefflera hemiepiphytica (Grushv. & Skvortsova) C.B.Shang: Die Heimat ist Vietnam.[2]
- Schefflera heptaphylla (L.) Frodin: Sie kommt von Japan bis Indochina und den Philippinen vor.[2][4]
- Schefflera herthae Harms: Die Heimat ist Ecuador.[2]
- Schefflera herzogii Harms: Die Heimat ist Bolivien.[2]
- Schefflera heterobotrya Frodin: Die Heimat ist Sri Lanka.[2]
- Schefflera heteroclada Frodin: Die Heimat sind die Philippinen.[2]
- Schefflera heterophylla (Wall. ex G.Don) Harms: Sie kommt in zwei Varietäten in Thailand und Malaysia vor.[2]
- Schefflera heterotricha (Seem.) R.Vig.: Die Heimat ist Kolumbien.[2]
- Schefflera hierniana Harms: Sie wird von manchen Autoren als Astropanax barteri Seem. in die Gattung Astropanax gestellt.[2]
- Schefflera hirsuta Philipson: Die Heimat ist Papua-Neuguinea.[2]
- Schefflera hitchcockii (Lasser & Maguire) Maguire, Steyerm. & Frodin: Die Heimat ist Venezuela.[2]
- Schefflera hoi (Dunn) R.Vig.: Die Heimat ist das südliche Yunnan.[2][4]
- Schefflera huachamacarii Maguire, Steyerm. & Frodin: Die Heimat ist Venezuela.[2]
- Schefflera huberi Frodin: Die Heimat ist Venezuela.[2]
- Schefflera huilensis Cuatrec.: Die Heimat ist Kolumbien.[2]
- Schefflera hullettii (King) R.Vig.: Sie kommt in Thailand und Malaysia vor.[2]
- Schefflera humboldtiana (Decne. & Planch. ex Seem.) Frodin: Die Heimat ist Kolumbien.[2]
- Schefflera hunsteiniana Harms: Die Heimat ist Papua-Neuguinea.[2]
- Schefflera hypochlora (Dunn ex K.M.Feng) Frodin: Die Heimat ist Yunnan.[2]
- Schefflera hypoleuca (Kurz) Harms: Sie kommt von Assam bis Myanmar vor.[2][4]
- Schefflera hypoleucoides Harms: Sie kommt von Yunnan bis Indochina vor.[2][4]
- Schefflera inambarica Harms: Sie kommt von Peru bis ins westliche Bolivien vor.[2]
- Schefflera insculpta Frodin: Die Heimat ist Neuguinea.[2]
- Schefflera insignis C.N.Ho: Sie kommt in der chinesischen Provinz Guangdong vor.[2][4]
- Schefflera instita M.J.Cannon & Cannon: Die Heimat ist Costa Rica.[2]
- Schefflera insularum (Seem.) Harms: Die Heimat sind die Philippinen.[2]
- Schefflera ischnoacra Harms: Die Heimat ist Papua-Neuguinea.[2]
- Schefflera ischyrocephala Harms: Die Heimat ist Papua-Neuguinea.[2]
- Schefflera jahnii (Harms) Steyerm.: Sie kommt in Kolumbien und in Venezuela vor.[2]
- Schefflera janowskyi Harms: Die Heimat ist das westliche Neuguinea.[2]
- Schefflera japurensis (Mart. & Zucc. ex Marchal) Harms: Sie kommt in Kolumbien, Peru, Venezuela und im nördlichen Brasilien vor.[2]
- Schefflera jauaensis (Maguire, Steyerm. & Frodin) Frodin: Die Heimat ist Venezuela.[2]
- Schefflera jefensis M.J.Cannon & Cannon: Die Heimat ist Panama.[2]
- Schefflera junghuhniana (Miq.) Harms: Die Heimat ist Java.[2]
- Schefflera kajonensis Harms: Die Heimat ist das westliche Neuguinea.[2]
- Schefflera kaniensis Harms: Die Heimat ist Papua-Neuguinea.[2]
- Schefflera karsteniana (Marchal) Harms: Sie kommt in Kolumbien und in Venezuela vor.[2]
- Schefflera kerchoveiana (Veitch ex W.Richards) Frodin & Lowry; Die Heimat ist Vanuatu.[2]
- Schefflera khasiana (C.B.Clarke) R.Vig.: Sie kommt von Bhutan bis Yunnan vor.[2][4]
- Schefflera kinabaluensis Puad, T.J.Barkman & Frodin: Sie kommt nur in Sabah vor.[2]
- Schefflera kollmannii Fiaschi: Die Heimat ist der brasilianische Bundesstaat Espírito Santo.[2]
- Schefflera kontumensis Bui: Die Heimat ist Vietnam.[2]
- Schefflera koordersii Harms: Sie kommt nur auf Sulawesi vor.[2]
- Schefflera koresii P.Royen: Die Heimat ist Papua-Neuguinea.[2]
- Schefflera kornasii Grushv. & Skvortzova: Die Heimat ist Vietnam.[2]
- Schefflera kraemeri Harms: Sie kommt nur auf den Karolinen vor.[2]
- Schefflera kuborensis Frodin: Die Heimat ist Papua-Neuguinea.[2]
- Schefflera kuchingensis Merr.: Sie kommt nur in Sarawak vor.[2]
- Schefflera kuntzei (Harms ex Kuntze) Frodin: Sie kommt in Peru und in Bolivien vor.[2]
- Schefflera kurzii Frodin: Die Heimat ist Myanmar.[2]
- Schefflera lakhonensis C.B.Shang: Die Heimat ist Thailand.[2]
- Schefflera lanata Frodin, Puad & T.J.Barkman: Sie wurde 2018 aus Sabah erstbeschrieben.[2]
- Schefflera lanceolata Ridl.: Sie kommt in Malaysia vor.[2]
- Schefflera lancifoliolata Frodin: Die Heimat ist Kolumbien.[2]
- Schefflera lasiocalyx Ridl.: Sie kommt in Borneo vor.[2]
- Schefflera lasiogyne Harms: Sie kommt vom südwestlichen Kolumbien bis Ecuador vor.[2]
- Schefflera lasiosphaera Harms: Die Heimat ist Papua-Neuguinea.[2]
- Schefflera latifoliolata (King) R.Vig.: Sie kommt auf der Malaiischen Halbinsel vor.[2]
- Schefflera latiligulata M.J.Cannon & Cannon: Die Heimat ist Panama.[2]
- Schefflera lawranceana (Prain) R.Vig.: Die Heimat ist Myanmar.[2]
- Schefflera laxiflora Ridl.: Die Heimat ist Sarawak.[2]
- Schefflera laxiuscula Grushv. & Skvortsova: Die Heimat ist Vietnam.[2]
- Schefflera leiophylla Harms: Sie kommt im westlichen Neuguinea vor.[2]
- Schefflera lenticellata C.B.Shang: Die Heimat ist Vietnam.[2]
- Schefflera leratii R.Vig.: Die Heimat ist Neukaledonien.[2]
- Schefflera leroyiana C.B.Shang: Die Heimat ist Vietnam.[2]
- Schefflera leucantha R.Vig.: Sie kommt von China bis Indochina vor.[2][4]
- Schefflera leytensis Merr.: Die Heimat sind die Philippinen.[2]
- Schefflera lilacina Cuatrec.: Die Heimat ist Kolumbien.[2]
- Schefflera lineamentorum Frodin & Puad: Sie wurde 2018 aus Sabah erstbeschrieben.[2]
- Schefflera littorea (Seem.) Frodin: Die Heimat sind die Molukkeninseln Ambon und Seram.[2]
- Schefflera lociana Grushv. & Skvortsova: Sie kommt in zwei Varietäten vom südlichen China bis Vietnam vor.[2][4]
- Schefflera longepetiolata (Pohl ex DC.) Frodin & Fiaschi: Sie kommt im südöstlichen Brasilien vor.[2]
- Schefflera longifolia (Blume) R.Vig.: Sie kommt in Sumatra und in Java vor.[2]
- Schefflera longifructescens Elmer: Die Heimat sind die Philippinen.[2]
- Schefflera longistyla Frodin: Die Heimat ist Venezuela.[2]
- Schefflera lorentzii Harms: Die Heimat ist das westliche Neuguinea.[2]
- Schefflera lucescens (Blume) R.Vig.: Sie kommt in Sumatra und im westlichen Java vor.[2]
- Schefflera lucumoides (Decne. & Planch. ex Marchal) Frodin & Fiaschi: Die Heimat ist der brasilianische Bundesstaat Minas Gerais.[2]
- Schefflera lurida (King) Ridl.: Sie kommt auf der Malaiischen Halbinsel und auf Bali vor.[2]
- Schefflera luzoniensis Merr.: Die Heimat sind die Philippinen.[2]
- Schefflera macgregorii Merr.: Sie kommt auf Luzon vor.[2]
- Schefflera macphersonii M.J.Cannon & Cannon: Die Heimat ist Panama.[2]
- Schefflera macrantha Merr.: Sie kommt nur auf Mindanao vor.[2]
- Schefflera macrocarpa (Cham. & Schltdl.) Frodin: Sie kommt im zentralen und im östlichen Brasilien vor.[2]
- Schefflera macrophylla (Dunn) R.Vig.: Sie kommt von Yunnan bis Indochina vor.[2][4]
- Schefflera macrostachya (Benth.) Harms: Die Heimat ist Neuguinea.[2]
- Schefflera maduraiensis K.Ravik. & V.Lakshm.: Sie kommt in Indien vor.[2]
- Schefflera magnifolia Cuatrec.: Sie kommt in Kolumbien und in Ecuador vor.[2]
- Schefflera maguireorum Frodin: Die Heimat ist Venezuela.[2]
- Schefflera malmei (Harms) Frodin: Sie kommt im westlich-zentralen Brasilien vor.[2]
- Schefflera mamutiacum Puad, T.J.Barkman & Frodin: Sie wurde 2018 aus Sabah erstbeschrieben.[2]
- Schefflera mangiferifolia Frodin & Puad: Die Art wurde mit zwei Varietäten 2018 aus Sabah erstbeschrieben.[2]
- Schefflera manus-dei Cuatrec.: Die Heimat ist Kolumbien.[2]
- Schefflera marahuacensis (Maguire, Steyerm. & Frodin) Frodin: Die Heimat ist Venezuela.[2]
- Schefflera marginata Cuatrec.: Die Heimat ist Kolumbien.[2]
- Schefflera marlipoensis C.J.Tseng & G.Hoo: Die Heimat ist Yunnan.[2][4]
- Schefflera mathewsii (Seem.) Harms: Die Heimat ist Peru.[2]
- Schefflera megalantha Harms: Die Heimat ist Papua-Neuguinea.[2]
- Schefflera meiurophylla Frodin: Die Heimat ist Venezuela.[2]
- Schefflera membranifolia Bui: Die Heimat ist Vietnam.[2]
- Schefflera menglaensis H.Chu & H.Wang: Die Heimat ist Yunnan.[2]
- Schefflera merrillii Elmer: Die Heimat ist Mindanao.[2]
- Schefflera merrittii Frodin: Sie kommt in Luzon vor.[2]
- Schefflera metcalfiana Merr. ex H.L.Li: Sie kommt in den chinesischen Provinzen Yunnan und Guangxi vor.[2][4]
- Schefflera micrantha (C.B.Clarke) Gamble: Sie kommt im südlichen Indien vor.[2]
- Schefflera microcephala Harms: Die Heimat ist Peru.[2]
- Schefflera microgyne Harms: Die Heimat ist das westliche Neuguinea.[2]
- Schefflera microphylla Merr.: Sie kommt auf Luzon vor.[2]
- Schefflera minahasae Harms: Sie kommt in Sulawesi vor.[2]
- Schefflera minutiflora Harms: Sie kommt von Costa Rica bis Peru vor.[2]
- Schefflera minutipetiolata Frodin: Sie kommt auf Luzon vor.[2]
- Schefflera minutistellata Merr. ex H.L.Li: Sie kommt vom südlichen China bis Vietnam vor.[2][4]
- Schefflera mjoebergii Merr.: Sie kommt in Sarawak vor.[2]
- Schefflera monosperma Maguire, Steyerm. & Frodin ex Frodin: Sie kommt von Venezuela bis Guayana und ins nördliche Brasilien vor.[2]
- Schefflera montana (Gleason) Maguire, Steyerm. & Frodin: Die Heimat ist das südliche Venezuela.[2]
- Schefflera monticola Ridl.: Die Heimat ist Neuguinea.[2]
- Schefflera monzonensis Harms: Die Heimat ist Peru.[2]
- Schefflera morobeana Harms: Sie kommt in Papua-Neuguinea vor.[2]
- Schefflera morototoni (Aubl.) Maguire, Steyerm. & Frodin: Sie ist vom südlichen Mexiko über Zentralamerika und Karibische Inseln bis ins tropische Südamerika verbreitet.[2]
- Schefflera multiflora Merr.: Sie kommt nur auf Mindanao vor.[2]
- Schefflera multifoliolata Merr.: Die Heimat ist Sumatra.[2]
- Schefflera multinervia H.L.Li: Sie kommt in Yunnan vor.[2][4]
- Schefflera multiramosa Elmer: Sie kommt auf Mindanao vor.[2]
- Schefflera munchiquensis Ram.-Padilla: Die Heimat ist Kolumbien.[2]
- Schefflera myrianthella Merr.: Sie kommt auf Luzon vor.[2]
- Schefflera myriocarpa Harms: Sie kommt im nördlichen Vietnam vor.[2]
- Schefflera myrioneura Frodin: Die Heimat ist Venezuela.[2]
- Schefflera nabirensis Philipson: Die Heimat ist Neuguinea.[2]
- Schefflera napuoensis C.B.Shang: Sie kommt in der chinesischen Provinz Guangxi vor.[2][4]
- Schefflera neblinae (Maguire, Steyerm. & Frodin) Frodin: Sie kommt in Venezuela und im nördlichen Brasilien vor.[2]
- Schefflera nebularum (Harms) Frodin: Die Heimat ist Bolivien.[2]
- Schefflera neoebudica Guillaumin: Die Heimat ist Vanuatu.[2]
- Schefflera nephelophila Harms: Die Heimat ist Bolivien.[2]
- Schefflera nervosa (King) R.Vig.: Sie kommt auf der Malaiischen Halbinsel vor.[2]
- Schefflera nhatrangensis C.B.Shang: Die Heimat ist Vietnam.[2]
- Schefflera nicaraguensis (Standl.) A.C.Sm.: Sie kommt von Nicaragua bis Costa Rica vor.[2]
- Schefflera nigrescens Frodin: Die Heimat ist Venezuela.[2]
- Schefflera nodosa (Miq.) F.M.Mull.: Die Heimat ist Sulawesi.[2]
- Schefflera obliqua Merr.: Die Heimat sind die Philippinen.[2]
- Schefflera oblonga Craib: Die Heimat ist Thailand.[2]
- Schefflera oblongifolia Merr.: Die Heimat sind die Philippinen.[2]
- Schefflera obovata Merr.: Die Heimat ist Luzon.[2]
- Schefflera obovatifoliolata C.B.Shang: Die Heimat ist Vietnam.[2]
- Schefflera obtusifolia Merr.: Die Heimat ist Luzon.[2]
- Schefflera octandra Ridl.: Die Heimat ist das westliche Neuguinea.[2]
- Schefflera octostyla M.J.Cannon & Cannon: Sie kommt in Panama vor.[2]
- Schefflera oligodon Harms: Sie kommt in Neuguinea vor.[2]
- Schefflera oreopola Harms: Sie kommt im östlichen Neuguinea vor.[2]
- Schefflera ouveana (Däniker) Frodin: Sie kommt in Neukaledonien vor.[2]
- Schefflera ovoidea Merr.: Die Heimat sind die Philippinen.[2]
- Schefflera oxyphylla (Miq.) R.Vig.: Sie kommt in zwei Varietäten von Thailand und Malaysia bis Sumatra vor.[2]
- Schefflera pachycephala (Planch. & Linden ex Harms) Frodin: Die Heimat ist Kolumbien.[2]
- Schefflera pachyphlebia Merr.: Sie kommt in zwei Varietäten in Sabah vor.[2]
- Schefflera pachystyla Harms: Sie kommt in Papua-Neuguinea vor.[2]
- Schefflera pacoensis Grushv. & Skvortsova: Sie kommt in zwei Varietäten in Vietnam vor.[2]
- Schefflera pagiophylla Harms: Sie kommt im westlichen Neuguinea vor.[2]
- Schefflera palawanensis Merr.: Sie kommt auf Palawan vor.[2]
- Schefflera pallens Maguire, Steyerm. & Frodin: Sie kommt in Venezuela und im nördlichen Brasilien vor.[2]
- Schefflera palmiformis Grushv. & Skvortsova: Die Heimat ist Vietnam.[2]
- Schefflera panamensis M.J.Cannon & Cannon: Die Heimat ist Panama.[2]
- Schefflera panayensis Merr.: Sie kommt auf den Philippinen vor.[2]
- Schefflera paniculitomentosa Cuatrec.: Die Heimat ist Kolumbien.[2]
- Schefflera papuana Ridl.: Sie kommt im westlichen Neuguinea vor.[2]
- Schefflera parasitica (Blume) Harms: Sie kommt in Sumatra, Borneo und Java vor.[2]
- Schefflera pardoana Harms: Die Heimat ist Peru.[2]
- Schefflera paruana Frodin: Sie kommt im südlichen Venezuela vor.[2]
- Schefflera parvifoliolata C.J.Tseng & G.Hoo: Sie kommt in Yunnan vor.[2][4]
- Schefflera patula (Rusby) Harms: Sie kommt in Bolivien und in Peru vor.[2]
- Schefflera pauciflora R.Vig.: Sie kommt vom südlichen China bis Indochina vor.[2][4]
- Schefflera pauciradiata Maguire, Steyerm. & Frodin: Die Heimat ist Venezuela.[2]
- Schefflera pawoiensis Frodin: Die Heimat sind die Philippinen.[2]
- Schefflera pedicellata (Pav.) Harms: Sie kommt in Ecuador und in Peru vor.[2]
- Schefflera pedicelligera Maguire, Steyerm. & Frodin: Die Heimat ist Venezuela.[2]
- Schefflera pentadactyla Cuatrec.: Sie kommt in Kolumbien und in Ecuador vor.[2]
- Schefflera pentagyra C.J.Tseng & G.Hoo: Die Heimat ist Yunnan.[2]
- Schefflera pentandra (Pav.) Harms: Sie kommt von Ecuador bis ins westliche Bolivien vor.[2]
- Schefflera peridotiticola Puad, T.J.Barkman & Frodin: Sie wurde 2018 aus Sabah erstbeschrieben.[2]
- Schefflera peruviana Aspl.: Die Heimat ist Peru.[2]
- Schefflera pes-avis R.Vig.: Sie kommt von Guangxi bis Vietnam vor.[2][4]
- Schefflera petelotii Merr.: Sie kommt von Yunnan bis ins nördliche Indochina vor.[2][4]
- Schefflera petiolosa (Miq.) Harms: Sie kommt in Borneo vor.[2]
- Schefflera phanerophlebia Merr.: Sie kommt in Sumatra vor.[2]
- Schefflera pilematophora Harms: Sie kommt in Papua-Neuguinea vor.[2]
- Schefflera pimichinensis Maguire, Steyerm. & Frodin: Sie kommt im südwestlichen Venezuela vor.[2]
- Schefflera piperoidea Elmer: Die Heimat ist Luzon.[2]
- Schefflera pittieri Harms: Die Heimat ist Venezuela.[2]
- Schefflera planchoniana (Marchal) Harms: Die Heimat ist Ecuador.[2]
- Schefflera platyphylla Merr.: Die Heimat sind die Philippinen.[2]
- Schefflera plurifolia Fiaschi & Frodin: Sie kommt im westlichen Brasilien vor.[2]
- Schefflera plurispicata Maguire, Steyerm. & Frodin: Sie kommt von Venezuela bis ins nördliche Brasilien vor.[2]
- Schefflera poilaneana C.B.Shang: Die Heimat ist Vietnam.[2]
- Schefflera polita (Miq.) R.Vig.: Die Heimat ist Borneo.[2]
- Schefflera polyandra Ridl.: Sie kommt auf der Malaiischen Halbinsel vor.[2]
- Schefflera polyastra Harms: Sie kommt im westlichen Neuguinea vor.[2]
- Schefflera polybotrya (Miq.) R.Vig.: Sie kommt in Java und im südlichen Sulawesi vor.[2]
- Schefflera polychaeta Harms: Die Heimat ist Neuguinea.[2]
- Schefflera polyclada Frodin: Die Heimat ist Papua-Neuguinea.[2]
- Schefflera poomae Esser & Jebb: Sie wurde 2010 aus Thailand erstbeschrieben.[2]
- Schefflera porphyranthera Ridl.: Die Heimat ist das westliche Neuguinea.[2]
- Schefflera prancei Fiaschi & G.M.Plunkett: Sie wurde 2016 aus Brasilien erstbeschrieben.[2]
- Schefflera pseudobrassaia Harms: Die Heimat ist Papua-Neuguinea.[2]
- Schefflera pseudocandelabrum R.Vig.: Die Heimat ist Neukaledonien.[2]
- Schefflera pseudospicata Bui: Die Heimat ist Vietnam.[2]
- Schefflera psilophylla (Harms) Maguire, Steyerm. & Frodin: Sie kommt in Venezuela und in Guayana vor.[2]
- Schefflera pubens M.J.Cannon & Cannon: Sie kommt in Costa Rica und in Panama vor.[2]
- Schefflera pubicarpa Fiaschi & G.M.Plunkett: Sie wurde 2016 aus Brasilien erstbeschrieben.[2]
- Schefflera pubigera (Brongn. ex Planch.) Frodin: Sie kommt vom Himalaja bis ins südlich-zentrale China vor.[2]
- Schefflera pueckleri (K.Koch) Frodin (Syn.: Aralia elliptica K.Koch, Aralia pulchra Van Houtte ex Jäger, Heptapleurum pulchrum (Van Houtte ex Jäger) Voss, Tupidanthus calyptratus Hook. f. & Thomson, Tupidanthus pueckleri K.Koch): Sie kommt von Assam bis ins südliche Yunnan und ins nördliche Indochina vor.[2]
- Schefflera pushpangadanii Chakrab.: Sie kommt nur auf den Nikobaren vor.[2]
- Schefflera quadripetala Merr.: Die Heimat ist Sumatra.[2]
- Schefflera quangtriensis C.B.Shang: Die Heimat ist Vietnam.[2]
- Schefflera quinduensis (Kunth) Harms: Sie kommt in Kolumbien, Ecuador und Venezuela vor.[2]
- Schefflera quinquecarinata Steyerm. (Syn.: Schefflera yutajensis Steyerm. & Holst): Sie kommt von Kolumbien bis Guayana, in Venezuela und im nördlichen Brasilien vor.[2]
- Schefflera quinquestylorum Steyerm.: Sie kommt in Venezuela und in Guayana vor.[2]
- Schefflera racemifera Fiaschi & Frodin: Sie wurde 2006 aus Brasilien erstbeschrieben.[2]
- Schefflera racemosa (Wight) Harms: Die Heimat ist das südliche Indien.[2]
- Schefflera ramosissima Cuatrec.: Die Heimat ist Kolumbien.[2]
- Schefflera reiniana Frodin: Die Heimat ist Java.[2]
- Schefflera remotiserrata Merr.: Die Heimat ist Borneo.[2]
- Schefflera reticulata Philipson: Die Heimat ist das westliche Neuguinea.[2]
- Schefflera rhododendrifolia (Griff.) Frodin: Sie kommt vom Himalaja bis Tibet vor.[2][4]
- Schefflera rhynchocarpa Merr.: Die Heimat ist das nördliche Sumatra.[2]
- Schefflera ridleyi (King) R.Vig.: Sie kommt auf der Malaiischen Halbinsel vor.[2]
- Schefflera rigida (Blume) Harms: Die Heimat ist Java.[2]
- Schefflera robusta (A.C.Sm.) A.C.Sm.: Sie kommt in Costa Rica und in Panama vor.[2]
- Schefflera rodriguesiana Frodin: Sie kommt in Costa Rica und im westlichen Panama vor.[2]
- Schefflera rostrata (Wight) Harms: Sie kommt in Indien vor.[2]
- Schefflera rotundifolia (Ten.) Frodin: Sie kommt in Indien vor.[2]
- Schefflera roxburghii Gamble: Sie kommt vom indischen Subkontinent bis Myanmar vor.[2]
- Schefflera rudolfii Harms: Die Heimat ist Papua-Neuguinea.[2]
- Schefflera rufa Frodin: Die Heimat ist das nordwestliche Venezuela.[2]
- Schefflera rugosa (Blume) Harms: Sie kommt in Sumatra und Java vor.[2]
- Schefflera ruschiana Fiaschi & Pirani: Sie wurde 2005 aus dem brasilianischen Bundesstaat Espírito Santo erstbeschrieben.[2]
- Schefflera sabahensis Frodin & Puad: Sie wurde 2018 aus Sabah erstbeschrieben.[2]
- Schefflera sachamatensis Cuatrec.: Die Heimat ist Kolumbien.[2]
- Schefflera salweenensis W.W.Sm.: Sie kommt in zwei Varietäten vom nordwestlichen Yunnan bis Tibet vor.[2]
- Schefflera samariana Cuatrec.: Die Heimat ist Kolumbien.[2]
- Schefflera samoensis (A.Gray) Harms: Die Heimat ist Samoa.[2]
- Schefflera sandiana Harms: Die Heimat ist Peru.[2]
- Schefflera sanquininensis Cuatrec.: Die Heimat ist Kolumbien.[2]
- Schefflera santosii Merr.: Sie kommt auf Luzon vor.[2]
- Schefflera sapoensis M.J.Cannon & Cannon: Die Heimat ist Panama.[2]
- Schefflera sararensis Cuatrec.: Die Heimat ist Kolumbien.[2]
- Schefflera sarasinorum Harms ex Koord.: Die Heimat ist Sulawesi.[2]
- Schefflera scandens (Blume) R.Vig.: Die Heimat ist das westliche Java.[2]
- Schefflera schizophylla (Hance) Frodin: Sie kommt in Kambodscha und in Vietnam vor.[2]
- Schefflera schultzei Harms: Die Heimat ist Papua-Neuguinea.[2]
- Schefflera schumanniana Harms: Die Heimat ist Papua-Neuguinea.[2]
- Schefflera sciodaphyllum (Sw.) Harms: Die Heimat ist Jamaika.[2]
- Schefflera scytinophylla Harms: Die Heimat ist das westliche Neuguinea.[2]
- Schefflera secunda Philipson: Die Heimat ist Neuguinea.[2]
- Schefflera seibertii A.C.Sm.: Sie kommt in Costa Rica und in Panama vor.[2]
- Schefflera selloi (Marchal) Frodin & Fiaschi: Sie kommt in Brasilien vor.[2]
- Schefflera sepikiana Harms: Die Heimat ist Papua-Neuguinea.[2]
- Schefflera serpentinicola Puad & Frodin: Sie wurde 2018 aus Sabah erstbeschrieben.[2]
- Schefflera serrata (Miq.) R.Vig.: Die Heimat ist Sulawesi.[2]
- Schefflera sessiliflora Frodin: Sie kommt vom südlichen Venezuela bis Guayana vor.[2]
- Schefflera sessilis (Miq.) Harms: Die Heimat ist Sumatra.[2]
- Schefflera setulosa Harms: Die Heimat ist Neuguinea.[2]
- Schefflera shweliensis W.W.Sm.: Sie kommt von Assam bis Yunnan vor.[2][4]
- Schefflera siamensis W.W.Sm. ex Craib: Die Heimat ist Thailand.[2]
- Schefflera sibayakensis Merr.: Die Heimat ist Sumatra.[2]
- Schefflera silvatica Cuatrec.: Die Heimat ist Kolumbien.[2]
- Schefflera simbuensis Frodin: Die Heimat ist Papua-Neuguinea.[2]
- Schefflera simplex Steyerm. & Holst: Sie kommt in Venezuela und im nördlichen Brasilien vor.[2]
- Schefflera simplicifolia Merr.: Die Heimat sind die Philippinen.[2]
- Schefflera simulans Craib: Sie kommt in Thailand und in Malaysia vor.[2]
- Schefflera singalangensis (Miq.) R.Vig.: Sie kommt in Malaysia, Borneo und Sumatra vor.[2]
- Schefflera singularis B.C.Stone: Die Heimat ist die Malaiische Halbinsel.[2]
- Schefflera sipapoensis Maguire, Steyerm. & Frodin: Die Heimat ist Venezuela.[2]
- Schefflera sodiroi Harms: Die Heimat ist Ecuador.[2]
- Schefflera spaniodon Harms: Die Heimat ist Papua-Neuguinea.[2]
- Schefflera sphaerocoma (Benth.) Harms: Sie kommt in Kolumbien und in Ecuador vor.[2]
- Schefflera spruceana (Seem.) Maguire, Steyerm. & Frodin: Sie kommt im tropischen Südamerika vor.[2]
- Schefflera sprucei (Seem.) Harms: Sie kommt in Kolumbien, Ecuador und Peru vor.[2]
- Schefflera stearnii R.A.Howard & Proctor: Die Heimat ist Jamaika.[2]
- Schefflera stellata (Gaertn.) Baill.: Sie kommt im südlichen Indien und in Sri Lanka vor.[2]
- Schefflera stellulata Merr.: Die Heimat ist Luzon.[2]
- Schefflera stenopetala Harms: Die Heimat ist Papua-Neuguinea.[2]
- Schefflera stenophylla Harms: Die Heimat ist Papua-Neuguinea.[2]
- Schefflera steyermarkii Frodin: Die Heimat ist Venezuela.[2]
- Schefflera stilpnophylla Harms: Die Heimat ist Ecuador.[2]
- Schefflera stolleana Harms: Die Heimat ist Papua-Neuguinea.[2]
- Schefflera straminea Frodin: Die Heimat ist Papua-Neuguinea.[2]
- Schefflera stuhlmannii Harms: Sie wird von manchen Autoren als Astropanax goetzenii (Harms) Lowry, G.M.Plunkett, Gostel & Frodin in die Gattung Astropanax gestellt.[2]
- Schefflera suaveolens Frodin: Sie kommt in Venezuela und im nördlichen Brasilien vor.[2]
- Schefflera subavenis (Blume) Hochr.: Sie kommt in zwei Varietäten auf Java und Sumatra vor.[2]
- Schefflera subdivaricata Merr. ex Frodin: Die Heimat sind die Philippinen.[2]
- Schefflera subintegra (Craib) C.B.Shang: Sie kommt von Indochina bis zur Malaiischen Halbinsel vor.[2]
- Schefflera succinea Frodin & Fiaschi: Die Heimat ist der brasilianische Bundesstaat Rio de Janeiro.[2]
- Schefflera systyla (Donn.Sm.) R.Vig.: Sie kommt in Costa Rica, Panama und Kolumbien vor.[2]
- Schefflera tahanica Frodin: Sie kommt nur auf der Malaiischen Halbinsel vor.[2]
- Schefflera taiwaniana (Nakai) Kaneh.: Die Heimat ist Taiwan.[2][4]
- Schefflera tamana Steyerm.: Die Heimat ist Venezuela.[2]
- Schefflera tamatamaensis Maguire, Steyerm. & Frodin: Die Heimat ist Venezuela.[2]
- Schefflera tambuyukonensis T.J.Barkman, Puad & Frodin: Sie wurde 2018 aus Sabah erstbeschrieben.[2]
- Schefflera tanjiewhoeiana Frodin & Puad: Sie wurde 2018 aus Sabah erstbeschrieben.[2]
- Schefflera tanyrhachis Harms: Die Heimat ist Neuguinea.[2]
- Schefflera tanytricha Harms: Die Heimat ist Papua-Neuguinea.[2]
- Schefflera ternata Cuatrec.: Sie kommt in Kolumbien und in Ecuador vor.[2]
- Schefflera tetrandra Merr.: Die Heimat ist Borneo.[2]
- Schefflera thaumasiantha Harms: Die Heimat ist Papua-Neuguinea.[2]
- Schefflera tipuanica Harms: Die Heimat ist Bolivien.[2]
- Schefflera tomentosa (Blume) Harms: Sie kommt in zwei Varietäten von Thailand bis ins westliche Malesien vor.[2]
- Schefflera tremula (Krug & Urb.) Alain: Die Heimat ist Hispaniola.[2]
- Schefflera tremuloidea Maguire, Steyerm. & Frodin: Sie kommt in Venezuela und im nördlichen Brasilien vor.[2]
- Schefflera trevesioides Harms: Sie kommt in zwei Varietäten vom südlichen China bis Vietnam vor.[2]
- Schefflera trianae (Planch. & Linden ex Marchal) Harms: Die Heimat ist Kolumbien.[2]
- Schefflera tribracteolata Bui: Die Heimat ist Vietnam.[2]
- Schefflera trineura Frodin & Puad: Sie wurde 2018 aus Sabah erstbeschrieben.[2]
- Schefflera tristis (King) Ridl.: Die Heimat ist die Malaiische Halbinsel.[2]
- Schefflera trollii Harms: Die Heimat ist Bolivien.[2]
- Schefflera troyana (Urb.) A.C.Sm.: Die Heimat ist Jamaika.[2]
- Schefflera truncatifructa Puad, T.J.Barkman & Frodin: Sie wurde 2018 aus Sabah erstbeschrieben.[2]
- Schefflera trungii Grushv. & Skvortsova: Die Heimat ist das nördliche Vietnam.[2]
- Schefflera tunkinensis R.Vig.: Die Heimat ist Vietnam.[2]
- Schefflera ulocephala Frodin: Die Heimat ist Venezuela.[2]
- Schefflera umbellata (N.E.Br.) R.Vig.: Die Heimat ist Venezuela und Guayana.[2]
- Schefflera umbraculifera Frodin: Die Heimat ist Venezuela.[2]
- Schefflera umbrosa Frodin & Fiaschi: Die Heimat ist das nördliche Brasilien.[2]
- Schefflera urbaniana (Marchal ex Urb.) Frodin: Dieser Endemit kommt nur im nördlichen Martinique vor.[2]
- Schefflera urdanetensis Elmer: Die Heimat ist Mindanao.[2]
- Schefflera vanderwerffii Dorr & Stergios: Sie wurde 2009 aus Venezuela erstbeschrieben.[2]
- Schefflera varisiana Frodin: Sie kommt vom südlichen Venezuela bis ins nördliche Brasilien vor.[2]
- Schefflera vasqueziana Harms: Die Heimat ist Kolumbien.[2]
- Schefflera velutina Cuatrec.: Die Heimat ist Kolumbien.[2]
- Schefflera venulosa (Wight & Arn.) Harms: Sie kommt in Indien und in Bangladesch vor.[2]
- Schefflera versteegii Harms: Die Heimat ist das westliche Neuguinea.[2]
- Schefflera vidaliana C.B.Shang: Die Heimat ist Vietnam.[2]
- Schefflera vieillardii Baill.: Die Heimat ist Neukaledonien.[2]
- Schefflera viguieriana Harms: Die Heimat ist Peru.[2]
- Schefflera villosissima Fiaschi & Pirani: Die Heimat ist Brasilien.[2]
- Schefflera vinosa (Cham. & Schltdl.) Frodin & Fiaschi: Sie kommt vom östlichen Bolivien bis Brasilien vor.[2]
- Schefflera violacea Cuatrec.: Die Heimat ist Kolumbien und Ecuador.[2]
- Schefflera violea C.B.Shang: Die Heimat ist Vietnam.[2]
- Schefflera viridicephala Puad & Frodin: Sie wurde 2018 aus Sabah erstbeschrieben.[2]
- Schefflera vitiensis (A.Gray) Seem.: Die Heimat sind die Fidschi-Inseln.[2]
- Schefflera wallichiana (Wight & Arn.) Harms: Die Heimat ist das südliche Indien.[2]
- Schefflera wangii H.L.Li: Die Heimat ist Yunnan.[2]
- Schefflera wardii C.Marquand & Airy Shaw: Sie kommt vom südöstlichen Tibet bis Yunnan vor.[2][4]
- Schefflera waterhousei Harms: Sie kommt vom Bismarck-Archipel bis zu den Salomonen vor.[2]
- Schefflera weberbaueri Harms: Die Heimat ist Peru.[2]
- Schefflera whitefoordiae M.J.Cannon & Cannon: Sie kommt von Panama bis ins nordwestliche Kolumbien vor.[2]
- Schefflera winkleri Harms: Die Heimat ist Borneo.[2]
- Schefflera wrayi (King) R.Vig.: Sie kommt in Thailand und in Malaysia vor.[2]
- Schefflera yatesii Merr.: Die Heimat ist Sumatra.[2]
- Schefflera yunnanensis H.L.Li: Die Heimat ist Yunnan.[2]
- Schefflera yurumanguinis Cuatrec.: Die Heimat ist Kolumbien.[2]
- Schefflera zhuana Lowry & C.B.Shang: Die Heimat ist Tibet.[2][4]

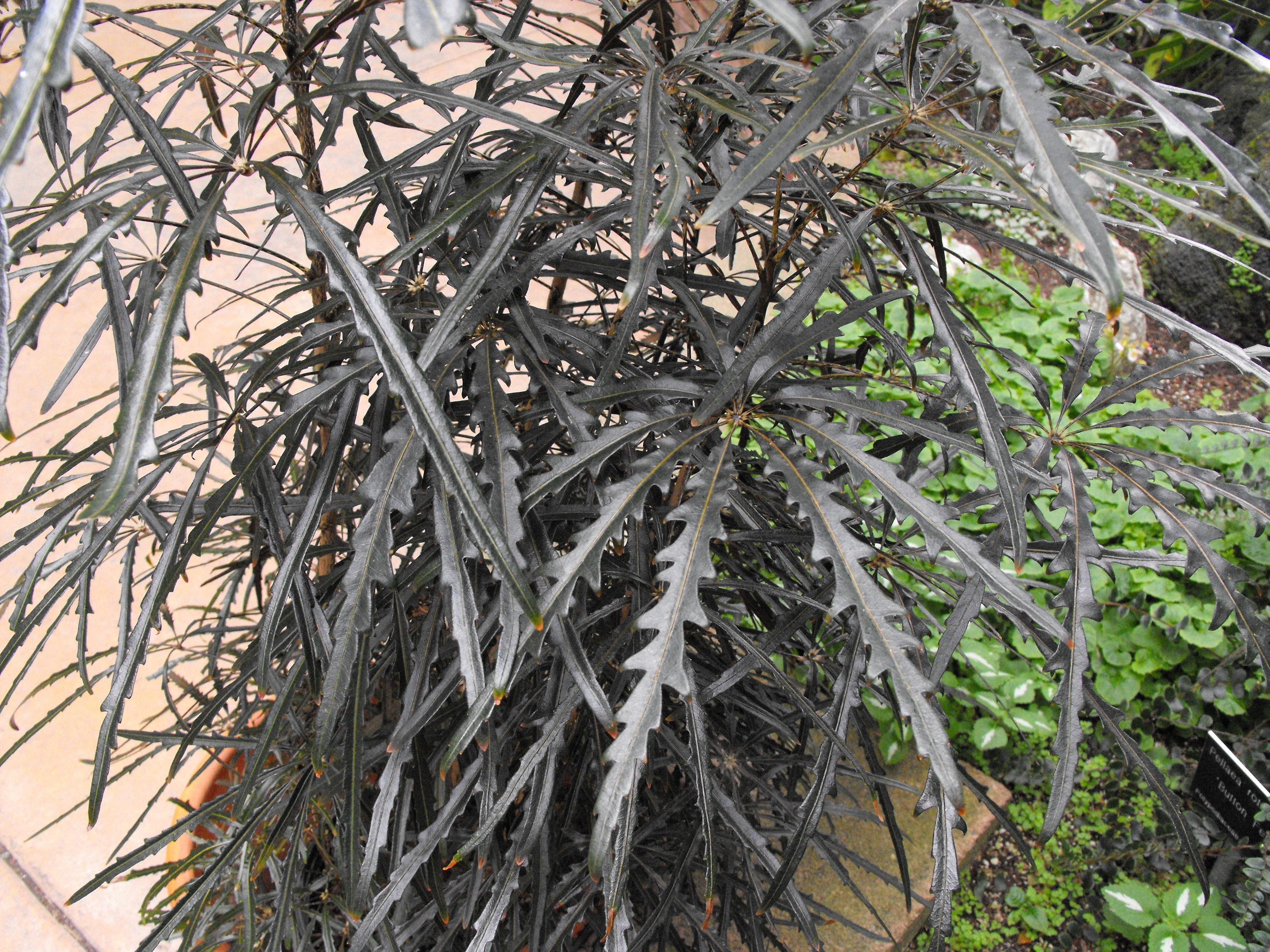
Habitus und gestielte handförmig geteilte Laubblätter von Schefflera elegantissima → Plerandra elegantissima

2013 wurden 33 Arten in 6 Untergattungen der Gattung Plerandra A.Gray (Syn.: Dizygotheca N.E.Br., Octotheca R.Vig., Enochoria Baker f.) ausgegliedert. Sie kommt nur in Melanesen (Fiji, Neukaledonien, Neuguinea, Salomonen sowie Vanuatu):
- Schefflera actinostigma A.C.Sm. & B.C.Stone → Plerandra actinostigma (A.C.Sm. & B.C.Stone) G.M.Plunkett, Lowry & Frodin[3][2]
- Schefflera bailloniana Frodin: → Plerandra baillonii (R.Vig.) Lowry, G.M.Plunkett & Frodin[3][2]
- Schefflera bakeriana (A.C.Sm.) Frodin → Plerandra bakeriana A.C.Sm.[3][2]
- Schefflera cabalionii Lowry → Plerandra cabalionii (Lowry) Lowry, G.M.Plunkett & Frodin[3][2]
- Schefflera costata A.C.Sm. → Plerandra costata (A.C.Sm.) G.M.Plunkett, Lowry & Frodin[3][2]
- Schefflera crassipes Baill. → Plerandra crassipes (Baill.) Lowry, G.M.Plunkett & Frodin[3][2]
- Schefflera dictyophlebia Frodin → Plerandra micrantha Philipson[3][2]
- Schefflera elegantissima (Veitch ex Mast.) Lowry & Frodin (Aralia elegantissima hort. Veitch ex Mast., Dizygotheca elegantissima (hort. Veitch ex Mast.) R.Vig. & Guillaumin) → Plerandra elegantissima (H.J.Veitch ex Mast.) Lowry, G.M.Plunkett & Frodin[3][2]
- Schefflera elongata Baill. → Plerandra elongata (Baill.) Lowry, G.M.Plunkett & Frodin[3][2]
- Schefflera emiliana Baill. → Plerandra emiliana (Baill.) Lowry, G.M.Plunkett & Frodin[3][2]
- Schefflera gabriellae Baill. → Plerandra gabriellae (Baill.) Lowry, G.M.Plunkett & Frodin[3][2]
- Schefflera grandiflora (A.C.Sm.) Frodin → Plerandra grandiflora A.C.Sm.[3][2]
- Schefflera grayi (Seem.) Frodin → Plerandra grayi Seem.[3][2]
- Schefflera insolita (A.C.Sm.) Frodin → Plerandra insolita A.C.Sm.[3][2]
- Schefflera latianulata Frodin → Plerandra brassii Philipson[3][2]
- Schefflera leptophylla (H.J.Veitch ex T.Moore) Frodin → Plerandra leptophylla (H.J.Veitch ex T.Moore) Lowry, G.M.Plunkett & Frodin[3][2]
- Schefflera nesopanax Frodin: Sie wird von manchen Autoren als Plerandra vitiensis (Seem.) Baill.[3][2]
- Schefflera nono Baill. → Plerandra nono (Baill.) Lowry, G.M.Plunkett & Frodin[3][2]
- Schefflera osyana (Veitch ex Regel) Frodin → Plerandra osyana (Veitch ex Regel) Lowry, G.M.Plunkett & Frodin[3][2]
- Schefflera pachyphylla Harms → Plerandra pachyphylla (Harms) Lowry, G.M.Plunkett & Frodin[3][2]
- Schefflera pancheri Baill. → Plerandra pancheri (Baill.) Lowry, G.M.Plunkett & Frodin[3][2]
- Schefflera pickeringii (A.Gray) Frodin → Plerandra pickeringii A.Gray[3][2]
- Schefflera plerandroides (R.Vig.) Frodin → Plerandra plerandroides (R.Vig.) Lowry, G.M.Plunkett & Frodin[3][2]
- Schefflera polydactylis (Montrouz.) Frodin → Plerandra polydactylis (Montrouz.) Lowry, G.M.Plunkett & Frodin[3][2]
- Schefflera reginae (Linden ex W.Richards) Frodin → Plerandra reginae (Linden ex W.Richards) Lowry, G.M.Plunkett & Frodin[3][2]
- Schefflera seemanniana A.C.Sm. → Plerandra seemanniana (A.C.Sm.) G.M.Plunkett, Lowry & Frodin[3][2]
- Schefflera solomonensis (Philipson) Frodin → Plerandra solomonensis Philipson[3][2]
- Schefflera stahliana (Warb.) Frodin → Plerandra stahliana Warb.[3][2]
- Schefflera tannae A.C.Sm. & B.C.Stone: → Plerandra tannae (A.C.Sm. & B.C.Stone) G.M.Plunkett, Lowry & Frodin[3][2]
- Schefflera toto Baill. → Plerandra osyana subsp. toto (Baill.) Lowry, G.M.Plunkett & Frodin[3][2]
- Schefflera vanuatua Lowry → Plerandra vanuatua (Lowry) Lowry, G.M.Plunkett & Frodin[3][2]
- Schefflera veitchii (Carrière) Frodin & Lowry → Plerandra veitchii (Carrière) Lowry, G.M.Plunkett & Frodin[3][2]
- Schefflera victoriae (Gibbs) Frodin → Plerandra victoriae Gibbs[3][2]

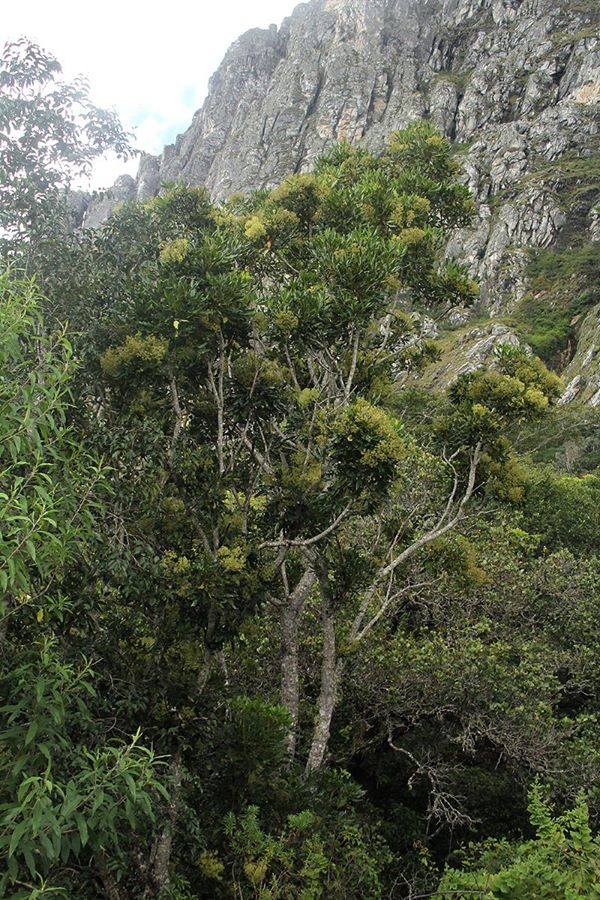
Habitus von Schefflera umbellifera → Neocussonia umbellifera

Etwa 16 Arten wurden 2017 in die Gattung Neocussonia Hutch. gestellt. Sie kommt von Tansania bis ins Südliche Afrika und in Madagaskar vor:
- Schefflera bojeri (Seem.) R.Vig. → Neocussonia bojeri (Seem.) Hutch.[8][2]
- Schefflera bracteolifera Frodin → Neocussonia bracteolifera (Frodin) Lowry, G.M.Plunkett, Gostel & Frodin[8][2]
- Schefflera capuroniana (Bernardi) Bernardi → Neocussonia capuroniana (Bernardi) Lowry, G.M.Plunkett, Gostel & Frodin[8][2]
- Schefflera favargeri Bernardi → Neocussonia favargeri (Bernardi) Lowry, G.M.Plunkett, Gostel & Frodin[8][2]
- Schefflera fosbergiana (Bernardi) Bernardi → Neocussonia fosbergiana (Bernardi) Lowry, G.M.Plunkett, Gostel & Frodin[8][2]
- Schefflera frodiniana Bernardi → Neocussonia frodiniana (Bernardi) Lowry, G.M.Plunkett, Gostel & Frodin[8][2]
- Schefflera halleana Bernardi → Neocussonia halleana (Bernardi) Lowry, G.M.Plunkett, Gostel & Frodin[8][2]
- Schefflera littoralis (Miq.) Harms → Neocussonia litoralis (Bernardi) Lowry, G.M.Plunkett, Gostel & Frodin[8][2]
- Schefflera longipedicellata (Lecomte) Bernardi → Neocussonia longipedicellata (Lecomte) Lowry, G.M.Plunkett, Gostel & Frodin[8][2]
- Schefflera lukwangulensis (Tennant) Bernardi → Neocussonia lukwangulensis (Tennant) Lowry, G.M.Plunkett, Gostel & Frodin[8][2]
- Schefflera macerosa Bernardi → Neocussonia longipedicellata (Lecomte) Lowry, G.M.Plunkett, Gostel & Frodin[8][2]
- Schefflera moratii Bernardi → Neocussonia moratii (Bernardi) Lowry, G.M.Plunkett, Gostel & Frodin[8][2]
- Schefflera rainaliana Bernardi → Neocussonia rainaliana (Bernardi) Lowry, G.M.Plunkett, Gostel & Frodin[8][2]
- Schefflera staufferiana Bernardi → Neocussonia staufferiana (Bernardi) Lowry, G.M.Plunkett, Gostel & Frodin[8][2]
- Schefflera umbellifera (Sond.) Baill. → Neocussonia umbellifera (Sond.) Hutch.[8][2]
- Schefflera vantsilana (Baker) Bernardi → Neocussonia vantsilana (Baker) Lowry, G.M.Plunkett, Gostel & Frodin[8][2]
- Schefflera weibeliana Bernardi → Neocussonia weibeliana (Bernardi) Lowry, G.M.Plunkett, Gostel & Frodin[8][2]

Etwa 15 Arten wurden 2017 in die Gattung Astropanax Seem. (Syn.: Geopanax Hemsl.) gestellt. Sie kommt im tropischen Afrika und auf Inseln des westlichen Indischen Ozeans vor:
- Schefflera abyssinica (Hochst. ex A.Rich.) Harms → Astropanax abyssinicus (Hochst. ex A.Rich.) Seem.[9][2]
- Schefflera barteri (Seem.) Harms → Astropanax barteri Seem. (weitere Syn.: Astropanax baikiei Seem., Schefflera baikiei (Seem.) Harms, Schefflera hierniana Harms, Schefflera ledermannii Harms, Schefflera henriquesiana Harms ex Henriq., Schefflera dananensis (A.Chev.) Harms ex Engl.)[9][2]
- Schefflera evrardii Bamps → Astropanax evrardii (Bamps) Lowry, G.M.Plunkett, Gostel & Frodin[9][2]
- Schefflera goetzenii Harms → Astropanax goetzenii (Harms) Lowry, G.M.Plunkett, Gostel & Frodin[9][2]
- Schefflera humblotiana Drake → Astropanax humblotianus (Drake) Lowry, G.M.Plunkett, Gostel & Frodin[9][2]
- Schefflera kivuensis Bamps → Astropanax kivuensis (Bamps) Lowry, G.M.Plunkett, Gostel & Frodin[9][2]
- Schefflera mannii (Hook. f.) Harms → Astropanax mannii (Hook. f.) Seem.[2]
- Schefflera monophylla (Baker) Bernardi → Astropanax monophyllus (Baker) Lowry, G.M.Plunkett, Gostel & Frodin[9][2]
- Schefflera myriantha (Baker) Drake → Astropanax myrianthus (Baker) Lowry, G.M.Plunkett, Gostel & Frodin[9][2]
- Schefflera polysciadia Harms → Astropanax polysciadius (Harms) Lowry, G.M.Plunkett, Gostel & Frodin (weitere Syn.: Schefflera bequaertii De Wild., Schefflera congesta De Wild., Schefflera angiensis De Wild. nom. illeg., Schefflera nyasensis De Wild.)[9][2]
- Schefflera procumbens (Hemsl.) F.Friedmann → Astropanax procumbens (Hemsl.) Lowry, G.M.Plunkett, Gostel & Frodin[9][2]
- Schefflera stolzii Harms → Astropanax stolzii (Harms) Lowry, G.M.Plunkett, Gostel & Frodin[9][2]
- Schefflera tessmannii Harms → Astropanax tessmannii (Harms) Lowry, G.M.Plunkett, Gostel & Frodin[9][2]
- Schefflera urostachya Harms → Astropanax urostachyus (Harms) Lowry, G.M.Plunkett, Gostel & Frodin[9][2]
- Schefflera volkensii (Harms) Harms → Astropanax volkensii (Harms) Lowry, G.M.Plunkett, Gostel & Frodin[9][2]

Etwa 33 Arten wurden 2019 in die Gattung Crepinella Marchal gestellt.
Etwa 131 Arten wurden 2019 in die Gattung Sciodaphyllum P.Browne gestellt.

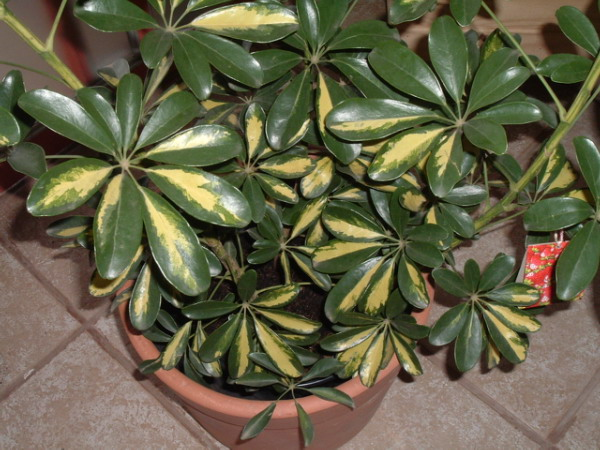
Strahlenaralie, hier eine Sorte von Schefflera arboricola mit weißbunten Blättern.

## Herkunft des Gattungsnamens
Die Gattungsbezeichnung Schefflera wurde  1776 von Johann Reinhold Forster und Georg Forster eingeführt, die hiermit einen Danziger Arzt und Botaniker („medicus et botanicus Gedanensis“) würdigen wollten.
Es gibt mindestens drei Hypothesen über den Namensgeber:
- Jacob Christian Scheffler („frühes 18. Jh.“)
- Jacob Christoph Scheffler (1698–1745)
- Johann Peter Ernst von Scheffler (1739–1809)

Die Gattung Schefflera wird im deutschen Sprachraum trotz fehlender Quellen traditionell in Konversationslexika und botanischen Fachlexika mit einem fiktiven „deutschen Botaniker des (frühen) 18. Jahrhunderts“ namens „Jacob Christian Scheffler“ verbunden.
Helmut Genaust führt dafür als Quelle das Etymologisch-botanische Handwörterbuch von Georg Christian Wittstein an, in dem es heißt:
„Schefflēra Forst. (Araliaceae). Nach Jac. Christ.[!] Scheffler, Botaniker aus Danzig, schrieb 1721 über das Āsarum.“
Hier liegt folgendes Missverständnis vor: Disputatio Botanico-Medica De Asaro ist eine Schrift von Jacob Christoph Scheffler (1698–1745), Arzt aus Altdorf bei Nürnberg, der an der Altdorfina promovierte, eine Reise ins Elsass und nach Paris unternahm und sich schließlich als „Stadtphysicus“ in Crailsheim niederließ. Es gibt keinen Beleg dafür, dass er jemals in Danzig war.
Die gleiche falsche Angabe macht Umberto Quattrocchi, der ein weiteres Werk von Jacob Christoph Scheffler anführt.
Nach J. R. Forster & G. Forster soll der gesuchte Scheffler Beiträge zu Tentamen Florae Gedanensis methodo sexuali adcommodatae (deutsche Übersetzung: Die um Danzig wildwachsende(!) Pflanzen nach ihren Geschlechtstheilen geordnet und beschrieben des Botanikers Gottfried Reyger) geleistet haben. Der einzige im lateinischen Original dieses Werkes (und zwar zweimal!) genannte Scheffler ist der Arzt Johann Peter Ernst von Scheffler, Mitglied der Naturforschenden Gesellschaft in Danzig (merkwürdigerweise sind diese Erwähnungen in der deutschsprachigen Ausgabe weggefallen). Also muss man ihn als Adressaten der Würdigung ansehen.

## Nutzung
Einige Arten, beispielsweise Schefflera pueckleri, und ihre Sorten werden als Zierpflanzen in tropischen bis subtropischen Parks und Gärten verwendet. Einige davon eignen sich als robuste Zimmerpflanzen; zu ihnen gehören auch die Arten Schefflera actinophylla, Schefflera arboricola und Schefflera elegantissima.

## Weiterführende Literatur
- Pedro Fiaschi, Gregory M. Plunkett:. Revision of the Didymopanax group of Neotropical Schefflera (Araliaceae). In: Annals of the Missouri Botanical Garden, Volume 103, März 2018, S. 24–105. doi:10.3417/2017031
- M. R. Gostel, Gregory M. Plunkett, Porter P. Lowry II: Straddling the Mozambique Channel: molecular evidence for two major clades of Afro-Malagasy Schefflera (Araliaceae) co-occurring in Africa and Madagascar. In: Plant Ecology and Evolution, Volume 150, 2017, S. 87–108.